# 電影旬報
《電影旬報》（日语：キネマ旬報），是1919年7月於日本創刊的電影雜誌，由電影旬報社發行，亦是世界上歷史最悠久的電影雜誌。

## 概要

### 發展沿革
1919年7月，東京高等工業學校（今東京工業大學）學生田中三郎等四人，開始在藝術性質的刊物上發表4頁有關外國電影的介紹專刊，每月1日、11日、21日發行。因為是上旬、中旬、下旬發行，而稱為《旬報》。1923年9月，關東大地震使編輯社辦公室傾毀，於是將編輯工作據點移往兵庫縣蘆屋市和西宮市香櫨園等阪神地區繼續刊行。
1940年12月，《旬報》因世界大戰時期的管制政策而停刊。1950年10月復刊。其後，以當時每月2次（5日、20日）發行時的體裁延續至今。然而此經營方式仍不甚穩定，因而開始另外將觸角延伸至製作只在劇場播放的電影《刑事物語》。1991年，由西武百貨的母集團季節集團取得《旬報》所有股份，其經營權亦移至現在的「角川SS通信」。
2001年，今角川SS通信在當時被角川書店收購，2002年，《旬報》81%的股份被GAGA Crossmedia Marketing（在2007年9月將公司名稱改為Footnote）買入。2007年，Footnote又取得剩餘的全部股份，並進行完全的子公司化。2008年1月，旬報社與Footnote合併，此經營方式延續至今。

### 刊物特色
《旬報》電影雜誌與日本坊間一般電影雜誌不同之處除了版面尺寸較小（約A4），內頁亦以黑白為主，演員彩圖亦較少，主要重點為電影的深度影評剖析、幕後製作專欄、演員和電影製作人員的超長篇專訪、特別企劃特輯等，亦常選定某個電影演員進行深度介紹，頁數達20幾頁。20、30週年等特輯亦受電影圈人士重視。每期書末的新片介紹亦十分詳細，加上發行時間為世界最悠久，成為重要的電影資料庫之一。1990年代發售線上版，目前亦固定提供電影資訊給入口網站。

## 電影旬報十佳獎
《電影旬報十佳獎》（日语：キネマ旬報ベスト・テン），簡稱「電影旬報獎」，由日本發行歷史悠久的電影雜誌《電影旬報》每年評選出得獎者，目前為日本最具權威及公信力的專業電影獎。1924年開始，原本只針對外國電影投票選出「藝術性最出色電影」、「娛樂性最出色電影」兩部門，但在「日本電影水準已發展至一定程度」的考量之下，1926年開始，日本電影也成為票選對象。
之後，由能夠中立評價的委員（第95回的十佳獎評審超過120人），每年選出「十佳日本電影獎」和「十佳外國電影獎」，得票數最高的電影稱為Best One。1972年開始，以「讀者選出最佳獎」和「影評人選出最佳獎」做為區分，每年選出多項大獎以表揚傑出的電影工作者。由於採用所有評審具名投票、並在《電影旬報》雜誌下一期全面公開分數與評點的評選方式，因此得到廣大電影愛好者信賴，每年在平面及電子媒體獲得極大的報導篇幅。每年2月發布前一年度歐美電影十佳獎、日本電影十佳獎，例如2024年2月公布2023年第一名至第十名之日本電影，為世界歷史最悠久之電影獎項，早於世界最古老的影展威尼斯影展(1932年)，亦早於1929年的奧斯卡金像獎。依名次順序，歷年日本電影十佳及外國電影十佳名單如下：

### 2024年十佳獎
1. 《長夜盡頭的微光》 三宅唱
2. 《納米比亞沙漠直播中》 山中瑤子
3. 《邪惡根本不存在》 濱口龍介
4. 《我心裡的太陽》 奧山大史 (並列第四)
5. 《仇雲殺機》 黑澤清 (並列第四)
6. 《我生活的兩個世界》 吳美保
7. 《驀然回首》 押山清高
8. 《青春ジャック 止められるか、俺たちを2》 井上淳一
9. 《LAST MILE：全面引爆》 塚原亞由子
10. 《那個女孩》 入江悠

### 2023年十佳獎
1. 《阿菊的愛與屎》 阪本順治
2. 《我的完美日常》 文·溫德斯
3. 《火影》 塚本晉也
4. 《福田村事件》 森達也
5. 《月》 石井裕也
6. 《花腐》 荒井晴彥
7. 《怪物》 是枝裕和
8. 《哥吉拉-1.0》 山崎貴
9. 《蒼鷺與少年》 宮崎駿
10. 《春画先生》 鹽田明彥

### 2022年十佳獎
1. 《惠子不能輸》 三宅唱
2. 《那個男人》 石川慶
3. 《在候車亭睡到天明》 高橋伴明
4. 《呼叫愛美子》 森井勇佑
5. 《冬薔薇》 阪本順治
6. 《舌尖上的禪》 中江裕司
7. 《霸權動畫！》 吉野耕平
8. 《七五計劃》 早川千繪
9. 《尋人啟弒》 片山慎三
10. 《千夜、一夜》 久保田直

### 2021年十佳獎
1. 《Drive My Car》 濱口龍介
2. 《茜色如燒》 石井裕也
3. 《偶然與想像》 濱口龍介
4. 《太陽出來之後》 西川美和
5. 《水俣曼荼羅》 原一男
6. 《東京貴族女子》 岨手由贵子
7. 《空白》 吉田惠輔
8. 《由宇子的天秤》 春本雄二郎
9. 《三味線之道》 橫濱聰子
10. 《花束般的戀愛》 土井裕泰

### 2020年十佳獎
1. 《間諜之妻》 黑澤清
2. 《電影藏寶盒》 大林宣彥
3. 《晨曦將至》 河瀨直美
4. 《敗犬拳王》 武正晴
5. 《虛情真意》 深田晃司
6. 《37秒》 宮崎光代
7. 《罪之声》 土井裕泰
8. 《喜劇 愛妻物語》 足立紳
9. 《住在空中》 青山真治
10. 《阿爾卑斯看臺的外緣》 城定秀夫

### 2019年十佳獎
1. 《火口的两人》 荒井晴彦
2. 《半世界》 阪本顺治
3. 《從宮本到你》 真利子哲也
4. 《側顏》 深田晃司
5. 《蜜蜂與遠雷》 石川慶
6. 《再見了，唇》 鹽田明彥
7. 《一夜》 白石和彌
8. 《愛情是什麼》 今泉力哉
9. 《嵐電》 鈴木卓爾
10. 《旅途的結束，世界的開始》 黑澤清

### 2018年十佳獎
1. 《小偷家族》 是枝裕和
2. 《菊與斷頭台》 濑濑敬久
3. 《你的鳥兒會唱歌》 三宅唱
4. 《睡著也好醒來也罷》 濱口龍介
5. 《孤狼之血》 白石和彌
6. 《鈴木家的謊言》 野尻克己
7. 《斬、》 塚本晉也
8. 《友罪》 濑濑敬久
9. 《日日是好日》 大森立嗣
10. 《教誨師》 佐向大

### 2017年十佳獎
1. 《東京夜空最深藍》 石井裕也
2. 《花筐》  大林宣彥
3. 《啊，荒野》 岸善幸
4. 《我們生了幼子》 三島有紀子
5. 《散步的侵略者》 黑澤清
6. 《曼谷之夜》 富田克也
7. 《她的東京應召周末》 廣木隆一
8. 《第三次殺人》 是枝裕和
9. 《她不知道名字的那些鳥兒》 白石和彌
10. 《當他們認真編織時》 荻上直子

### 2016年十佳獎
1. 《謝謝你，在世界角落中找到我》 片渊须直
2. 《正宗哥吉拉》 庵野秀明 / 樋口真嗣
3. 《臨淵而慄》 深田晃司
4. 《毀滅寶貝》 真利子哲也
5. 《漫長的藉口》 西川美和
6. 《被遺忘的新娘》 岩井俊二
7. 《幸福湯屋》 中野量太
8. 《恐怖鄰人》 黑澤清
9. 《愛情，突如其來》 山下敦弘
10. 《怒》 李相日

### 2015年十佳獎
1. 《戀人們》 橋口亮輔
2. 《野火》 塚本晉也
3. 《欢乐时光》 濱口龍介
4. 《海街日記》 是枝裕和
5. 《岸邊之旅》 黑澤清
6. 《血光光五人幫》 石井隆
7. 《日本天空下》 荒川晴彥
8. 《所羅門的偽證 前/後篇》 成島出
9. 《我的長崎母親》 山田洋次
10. 兩片並列第十名
《你是好孩子》 吳美保
《Rolling》 富永昌敬

### 2014年十佳獎
1. 《只在那裏發光》 吳美保
2. 《0.5毫米》 安藤桃子
3. 《紙之月》 吉田大八
4. 《原野49日》 大林宣彥
5. 《我們家》 石井裕也
6. 《東京小屋的回憶》 山田洋次
7. 《我的男人》 熊切和嘉
8. 《百元之戀》 武正晴
9. 《聽水的聲音》 山本政志
10. 兩片並列第十名
《西野的戀愛與冒險》 井口奈己
《蟬記》 小泉堯史

### 2013年十佳獎
1. 《去看小洋蔥媽媽》 森崎东
2. 《宅男的戀愛字典》 石井裕也
3. 《兇惡》 白石和彌
4. 《輝耀姬物語》 高畑勳
5. 《共食家族》 青山真治
6. 《我的意外爸爸》 是枝裕和
7. 《風起》 宮崎駿
8. 《再見溪谷》 大森立嗣
9. 《青春，半生不熟》 山下敦弘
10. 《倒敘的記憶 3D》 松江哲明

### 2012年十佳獎
1. 《家族的國度》 梁英姬
2. 《聽說桐島退社了》  吉田大八
3. 《極惡非道2》 北野武
4. 《臨終信託》 周防正行
5. 《苦役列車》 山下敦弘
6. 《我的母親手記》 原田真人
7. 《無用的我看見了天》 棚田由纪
8. 《落KEY人生》 內田賢治
9. 《希望之國》 园子温
10. 《賣夢二人組》 西川美和

### 2011（第85回）
- 日本電影最佳導演 園子溫（《死魚》、《戀之罪》）
- 最佳男主角 原田芳雄（《大鹿村騷動記》）
- 最佳女主角 永作博美（《第八日的蟬》）
- 最佳男配角 緒方義博（《死魚》）
- 最佳女配角 小池荣子（《第八日的蟬》、《RAILWAYS給不能傳達愛的大人們》）
- 最佳新進男演員 松坂桃李（《那時的生命》、《我們無法改變世界》）
- 最佳新進女演員 忽那汐里（《少女們的羅盤》、《革命青春》）
- 最佳劇本 荒井晴彥、阪本順治（《大鹿村騷動記》）
- 外國電影最佳導演 王兵 （《夾邊溝》）

日本電影十佳
1. 《一張明信片》 新藤兼人
2. 《大鹿村騷動記》 阪本順治
3. 《死魚》 園子溫
4. 《真幌站前多田便利屋》 大森立嗣
5. 《第八日的蟬》 成島出
6. 《失樂園輓歌》 富田克也
7. 《東京公園》 青山真治
8. 《草食男的桃花期》 大根仁
9. 《革命青春》 山下敦弘
10. 《泡吧偵探》 橋本一

外国電影十佳
1. 《獵殺幽靈寫手》 羅曼·波蘭斯基
2. 《社群網戰》 大衛·芬奇
3. 《王者之聲：宣戰時刻》 汤姆·霍伯
4. 《夾邊溝》 王兵
5. 《黑天鹅》 戴倫·艾洛諾夫斯基
6. 《魔球》 贝尼特·米勒
7. 《真實的勇氣》 科恩兄弟
8. 《生死接觸》 克林·伊斯威特
9. 《烈火焚身》 丹尼斯·维勒弗
10. 《又一年（英语：Another Year (film)）》 麥克·李

### 2010（第84回）
- 日本電影最佳導演 李相日（《惡人》）
- 最佳男主角 豐川悅司（《必死劍鳥刺》、《愛妻家》）
- 最佳女主角 寺島忍（《慾虫》）
- 最佳男配角 柄本明（《死刑台與電梯》、《櫻田門外之變》、《雷櫻》）
- 最佳女配角 安藤櫻（《健太與純與加世的國度》、《SR 埼玉歌者2》、《性軀幹》）
- 最佳新進男演員 生田斗真（《人間失格》、《花水木》）
- 最佳新進女演員 櫻庭奈奈美（《最後的忠臣藏》、《書法女孩 舞動甲子園》）
- 最佳劇本 吉田修一、李相日（《惡人》）
- 外國電影最佳導演 梁益準 （《窒息暴戾》）

日本電影十佳
1. 《惡人》 李相日
2. 《告白》 中島哲也
3. 《天堂故事》 濑濑敬久
4. 《13人刺客：殊死血戰》 三池崇史
5. 《從河底問好》 石井裕也
6. 《慾虫》 若松孝二
7. 《必死劍鳥刺》 平山秀幸
8. 《英雄秀》 井筒和幸
9. 《海炭市敘景》 熊切和嘉
10. 《裸體之夜》 石井隆

外国電影十佳
1. 《窒息暴戾》 梁益準
2. 《打不倒的勇者》 克林·伊斯威特
3. 《第九禁區》 尼尔·布洛姆坎普
4. 《白色緞帶》 麥可·漢內克
5. 《危機倒數》 凱薩琳·畢格羅
6. 《復仇》 杜琪峯
7. 《疯狂的心》 史考特·庫柏
8. 《等待回家的日子（英语：A_Brand_New_Life_(2009_film)）》 歐尼·勒孔特（英语：Ounie_Lecomte）
9. 《春風沉醉的夜晚》 娄烨
10. 《全面啟動》 克里斯托弗·诺兰

### 2009（第83回）
- 日本電影最佳導演 木村大作（《剑岳：点之记》）
- 最佳男主角 笑福亭鶴瓶（《亲爱的医生》）
- 最佳女主角 松隆子（《维荣之妻：樱桃与蒲公英》）
- 最佳男配角 三浦友和（《不沉的太阳》）
- 最佳女配角 滿島光（《愛的曝光》、《超級女聲》、《結婚詐欺師》）
- 最佳新進男演員 西島隆弘（《愛的曝光》）
- 最佳新進女演員 川上未映子（《潘多拉的盒子》）
- 最佳劇本 西川美和（《亲爱的医生》）
- 外國電影最佳導演 克林·伊斯威特 （《經典老爺車》、《陌生的孩子》）

日本電影十佳
1. 《亲爱的医生》 西川美和
2. 《维荣之妻：樱桃与蒲公英》 根岸吉太郎
3. 《剑岳：点之记》 木村大作
4. 《爱的曝光》 園子溫
5. 《不沉的太阳》 若松节朗
6. 《空氣人形》 是枝裕和
7. 《奇迹爱情物语》 横浜聪子
8. 《夏日大作战》 細田守
9. 《誰來守護我》 君塚良一
10. 《強風吹拂》 大森壽美男

外国電影十佳
1. 《經典老爺車》 克林·伊斯威特
2. 《非常母親》 奉俊昊
3. 《陌生的孩子》 克林·伊斯威特
4. 《追擊者》 羅泓軫
5. 《力挽狂瀾》 戴倫·艾洛諾夫斯基
6. 《為愛朗讀》 史蒂芬·戴爾卓
7. 《跟蹤安娜（英语：Four Nights with Anna）》 耶日·斯科利莫夫斯基
8. 《與巴席爾跳華爾滋》 阿里·福爾曼
《貧民百萬富翁》 丹尼·鮑伊
9. 《惡棍特工》 昆汀·塔伦蒂诺

### 2008（第82回）
- 日本電影最佳導演 瀧田洋二郎（《送行者：禮儀師的樂章》）
- 最佳男主角 本木雅弘（《送行者：禮儀師的樂章》）
- 最佳女主角 小泉今日子（《東京奏鳴曲》、《咕咕貓》）
- 最佳男配角 堺雅人（《空難風暴》、《放學後》）
- 最佳女配角 樹木希林（《橫山家之味》）
- 最佳新進男演員 井之脇海（《東京奏鳴曲》）
- 最佳新進女演員 甘利春奈（《小孩的小孩》）
- 最佳劇本 小山薰堂（《送行者：禮儀師的樂章》）
- 外國電影最佳導演 薛尼·盧梅 （《魔鬼知道你死前》）、西恩·潘（《阿拉斯加之死》）

日本電影十佳
1. 《送行者：禮儀師的樂章》 瀧田洋二郎
2. 《幸福的彼端》 橋口亮輔
3. 《聯合赤軍實錄：通向淺間山莊之路》 若松孝二
4. 《東京奏鳴曲》 黑澤清
5. 《橫山家之味》 是枝裕和
6. 《黑暗中的孩子們》 阪本順治
7. 《母親》 山田洋次
8. 《空難風暴》 原田真人
9. 《接吻》 萬田邦敏
10. 《放學後》 內田賢治

外国電影十佳
1. 《險路勿近》 科恩兄弟
2. 《黑金企業》 保羅·湯瑪斯·安德森
3. 《黑暗騎士》 克里斯托弗·诺兰
4. 《阿拉斯加之死》 西恩·潘
《色，戒》 李安
5. 《黑幕謎情（英语：Eastern Promises）》 大衛·柯能堡
6. 《魔鬼知道你死前（英语：Before the Devil Knows You're Dead）》 薛尼·盧梅
7. 《放·逐》 杜琪峯
8. 《贖罪》 喬·萊特
9. 《亞歷珊卓（英语：Alexandra (2007 film)）》 亚历山大·索库罗夫

### 2007（第81回）
- 日本電影最佳導演 周防正行（《嫌豬手事件簿》）
- 最佳男主角 加瀨亮（《嫌豬手事件簿》、《獵戶座的散場電影》）
- 最佳女主角 竹內結子（《那年夏天，我、洋子還有老爸》、《塵封筆記本》、《午夜雄鷹》）
- 最佳男配角 三浦友和（《轉轉》、《松根亂射事件》、《ALWAYS再續幸福的三丁目》）
- 最佳女配角 永作博美（《窩囊廢們，讓我看看悲傷的愛吧》）
- 最佳新進男演員 林遣都（《野球少年》）
- 最佳新進女演員 蓮佛美沙子（《轉校生》、《野球少年》）
- 最佳劇本 周防正行（《嫌豬手事件簿》）
- 外國電影最佳導演 賈樟柯 （《三峡好人》）

日本電影十佳
1. 《嫌豬手事件簿》 周防正行
2. 《天然 Ko-Ke-Ko》 山下敦弘
3. 《喋喋不休》 平山秀幸
4. 《悲傷假期》 青山真治
5. 《河童之夏》 原惠一
6. 《側邊車裡的狗》 根岸吉太郎
7. 《松根亂射事件》 山下敦弘
8. 《魂生》 阪本順治
9. 《夕嵐之街櫻之國》 佐佐部清
10. 《窩囊廢們，讓我看看悲傷的愛吧》 吉田大八

外国電影十佳
1. 《三峡好人》 賈樟柯
2. 《竊聽風暴》 弗洛里安·亨克爾·馮·杜能斯馬克
3. 《大家來我家》 勞勃·阿特曼
4. 《黛妃與女皇》 斯蒂芬·弗里尔斯
5. 《火線交錯》 阿利安卓·崗札雷·伊納利圖
6. 《洞里春光（英语：Irina Palm）》 山姆·賈巴爾斯基（英语：Sam Garbarski）
7. 《夢幻女郎》 比爾·坎登
8. 《玩美女人》 佩卓·阿莫多瓦
9. 《索命黃道帶》 大卫·芬奇
10. 《羊男的迷宮》 吉勒摩·戴托羅

### 2006（第80回）
- 日本電影最佳導演 根岸吉太郎（《向雪祈祷》）
- 最佳男主角 渡邊謙（《明日的記憶》）
- 最佳女主角 中谷美紀（《令人討厭的松子的一生》、《藏屍樓》、《7月24日大道的聖誕節》）
- 最佳男配角 香川照之（《吊橋上的秘密》）、笹野高史（《武士的一分》、《守靈夜狂想曲》）
- 最佳女配角 蒼井優（《扶桑花女孩》、《電影情人夢》、《蜂蜜幸運草》）
- 最佳新進男演員 塚地武雅（《間宮兄弟》）
- 最佳新進女演員 檀麗（《武士的一分》）
- 最佳劇本 西川美和（《吊橋上的秘密》）
- 外國電影最佳導演 克林·伊斯威特 （《硫磺島的英雄們》、《來自硫磺島的信》）

日本電影十佳
1. 《扶桑花女孩》 李相日
2. 《吊橋上的秘密》 西川美和
3. 《向雪祈祷》 根岸吉太郎
4. 《纸屋悦子的青春》 黑木和雄
5. 《武士的一分》 山田洋次
6. 《令人討厭的松子的一生》 中島哲也
7. 《博士熱愛的算式》 小泉堯史
8. 《明日的记忆》 堤幸彦
9. 《海鸥食堂》 荻上直子
10. 《谁是卡缪》 柳町光男

外国電影十佳
1. 《硫磺島的英雄們》 克林·伊斯威特
2. 《來自硫磺島的信》 克林·伊斯威特
3. 《駭人怪物》 奉俊昊
4. 《斷背山》 李安
5. 《吹動大麥的風》 肯·洛區
6. 《太陽（英语：The Sun (film)）》 亚历山大·索库罗夫
7. 《柯波帝：冷血告白》 贝尼特·米勒
8. 《晚安，祝你好運》 喬治·克隆尼
9. 《衝擊效應》 保罗·哈吉斯
10. 《愛情決勝點》 伍迪·艾倫

### 2005（第79回）
- 日本電影最佳導演 井筒和幸（《奔放青春》）
- 最佳男主角 小田切让（《彩虹下的幸福》、《狸御殿》、《忍》、《天堂失格》）
- 最佳女主角 田中裕子（《何时是读书天》、《火火》）
- 最佳男配角 堤真一（《ALWAYS幸福的三丁目》、《飛吧，爸爸，飛吧》）
- 最佳女配角 藥師丸博子（《ALWAYS幸福的三丁目》、《狸御殿》、《湖邊凶殺案》、《鉄人28号》）
- 最佳新進男演員 石田卓也（《蟬時雨》）
- 最佳新進女演員 澤尻英龍華（《奔放青春》、《阿修羅城之瞳》、《忍》）
- 最佳劇本 內田賢治（《遇人不熟》）
- 外國電影最佳導演 克林·伊斯威特 （《登峰造擊》）

日本電影十佳
1. 《奔放青春》 井筒和幸
2. 《ALWAYS幸福的三丁目》 山崎貴
3. 《何时是读书天》 绪方明
4. 《彩虹下的幸福》 犬童一心
5. 《遇人不熟》 内田贤治
6. 《琳達！琳達！》 山下敦弘
7. 《金丝雀》 盐田明彦
8. 《男人们的大和》 佐藤純彌
9. 《空中庭园》 丰田利晃
10. 《锗之夜》 大森立嗣

外国電影十佳
1. 《登峰造擊》 克林·伊斯威特
2. 《悲傷草原》 泰奧·安哲羅普洛斯
3. 《烏龜也會飛（英语：Turtles Can Fly）》 巴曼·哥巴迪（英语：Bahman Ghobadi）
4. 《孩子》 尚-皮耶·達頓、盧·達頓
5. 《點燃生命之海》 亞歷山卓·亞曼納巴
6. 《總統的理髮師（英语：The President's Barber）》 林贊相
7. 《威士忌（英语：Whisky (film)）》 璜·巴布羅·瑞貝拉（英语：Juan Pablo Rebella）、巴布羅·斯托（英语：Pablo Stoll）
8. 《星際大戰三部曲：西斯大帝的復仇》 喬治·盧卡斯
9. 《金剛》 彼得·傑克森
10. 《帝國毀滅》 奧利佛·西斯貝格

### 2004（第78回）
- 日本電影最佳導演 崔洋一（《血與骨》、《再見了，可魯》）
- 最佳男主角 北野武（《血與骨》）
- 最佳女主角 宮澤理惠（《我的廣島父親》）
- 最佳男配角 小田切让（《血與骨》）
- 最佳女配角 江原由希子（《無人知曉的夏日清晨》）
- 最佳新進男演員 柳樂優彌（《無人知曉的夏日清晨》）
- 最佳新進女演員 土屋安娜（《下妻物語》、《茶之味》）
- 最佳劇本 崔洋一、鄭義信（《血與骨》）
- 外國電影最佳導演 克林·伊斯威特 （《神秘河流》）

日本電影十佳
1. 《無人知曉的夏日清晨》 是枝裕和
2. 《血與骨》 崔洋一
3. 《下妻物語》 中島哲也
4. 《我的廣島父親》 黑木和雄
5. 《隱劍鬼爪》 山田洋次
6. 《理由》 大林宣彦
7. 《搖擺少女》 矢口史靖
8. 《光腳小雞》 森崎東
9. 《七夕之夏》 佐佐部清
10. 《透光的樹》 根岸吉太郎

外国電影十佳
1. 《神秘河流》 克林·伊斯威特
2. 《殺人回憶》 奉俊昊
3. 《歸鄉》 安德烈·萨金塞夫
4. 《綠洲》 李滄東
5. 《魔戒三部曲：王者再臨》 彼得·杰克逊
6. 《原罪犯》 朴贊郁
7. 《革命前夕的摩托車日記》 華特·薩勒斯
8. 《奔騰年代》 蓋瑞·羅斯
9. 《春去春又來》 金基德
10. 《大智若魚》 提姆·波頓

### 2003（第77回）
- 日本電影最佳導演 黑木和雄（《霧島美麗的夏天》）
- 最佳男主角 妻夫木聰（《喬瑟與虎與魚群》、《莎喲娜拉！小黑》、《天咒》）
- 最佳女主角 寺岛忍（《振盪器》、《赤目四十八瀑布殉情未遂》）
- 最佳男配角 大森南朋（《振盪器》、《赤目四十八瀑布殉情未遂》）
- 最佳女配角 大楠道代（《盲劍俠》、《赤目四十八瀑布殉情未遂》）
- 最佳新進男演員 柄本佑（《霧島美麗的夏天》）
- 最佳新進女演員 寺岛忍（《振盪器》、《赤目四十八瀑布殉情未遂》）
- 最佳劇本 荒井晴彦（《振盪器》）
- 外國電影最佳導演 麥可·摩爾 （《科倫拜校園事件》）

日本電影十佳
1. 《霧島美麗的夏天》 黑木和雄
2. 《赤目四十八瀑布殉情未遂》 荒户源次郎
3. 《振盪器》 廣木隆一
4. 《喬瑟與虎與魚群》 犬童一心
5. 《宛如阿修羅》 森田芳光
6. 《鏡中的女人》 吉田喜重
7. 《盲劍俠》 北野武
8. 《蕨野行》 恩地日出夫
9. 《天咒》 黑澤清
10. 《我的家》 阪本顺治

外国電影十佳
1. 《戰地琴人》 羅曼·波蘭斯基
2. 《悄悄告訴她》 佩德罗·阿尔莫多瓦尔
3. 《时时刻刻》 斯蒂芬·达尔德里
4. 《科倫拜校園事件》 麥可·摩爾
5. 《末代武士》 愛德華·茲維克
6. 《無法無天》 费尔南多·梅雷莱斯
7. 《沒有過去的男人》 阿基·郭利斯馬基
8. 《芝加哥》 羅伯·馬歇爾
9. 《無間道》 劉偉強、麥兆輝
10. 《追殺比爾》 昆汀·塔伦蒂诺

### 2002（第76回）
- 日本電影最佳導演 山田洋次（《黃昏清兵衛》）
- 最佳男主角 真田廣之（《黄昏清兵衛》）
- 最佳女主角 宮澤理惠（《黄昏清兵衛》）
- 最佳男配角 香川照之（《熟女殺人事件》、《綁架金大中》、《刑務所之中》）
- 最佳女配角 北林谷荣（《阿彌陀堂訊息》）
- 最佳新進男演員 田中泯（《黄昏清兵衛》）
- 最佳新進女演員 小西真奈美（《阿彌陀堂訊息》、《夜之右侧》、《睡蓮》）
- 最佳劇本 山田洋次、朝間義隆（《黃昏清兵衛》）
- 外國電影最佳導演 姜文 （《鬼子来了》）

日本電影十佳
1. 《黃昏清兵衛》 山田洋次
2. 《刑務所之中》 崔洋一
3. 《綁架金大中》 阪本顺治
4. 《熟女殺人事件》 平山秀幸
5. 《合氣道》 天愿大介
6. 《笑蛙》 平山秀幸
7. 兩片並列第七名：
《阿彌陀堂訊息》 小泉堯史
《對不起》 富樫森
8. （並列）
9. 《兵乓》 曾利文彦
10. 《女棋士之戀》 大谷健太郎

外国電影十佳
1. 《非法正義》 山姆·曼德斯
2. 《三不管地帶》 丹尼斯·塔诺维奇
3. 《鬼子来了》 姜文
4. 《穆荷蘭大道》 大衛·林區
5. 《砂之謎》 法蘭索瓦·歐容
6. 《醉馬時刻（英语：A Time for Drunken Horses）》 巴曼·哥巴迪（英语：Bahman Ghobadi）
7. 《謎霧莊園》 勞勃·阿特曼
8. 《擁抱豔陽天》 馬克·福斯特
9. 《人間有情天》 南尼·莫莱蒂
10. 《愛是一條狗》 阿利安卓·崗札雷·伊納利圖

### 2001（第75回）
- 日本電影最佳導演 行定勳（《GO！大暴走》）
- 最佳男主角 窪塚洋介（《GO！大暴走》、《溺水的鱼》）
- 最佳女主角 片岡禮子（《男色誘惑》）
- 最佳男配角 山崎努（《GO！大暴走》、《女学生之友》、《天国来的男人》）
- 最佳女配角 柴崎幸（《GO！大暴走》、《案山子》）
- 最佳新進男演員 窪塚洋介（《GO！大暴走》、《溺水的鱼》）
- 最佳新進女演員 東風萬智子（《在那邊》）
- 最佳劇本 宮藤官九郎（《GO！大暴走》）
- 外國電影最佳導演 史蒂文·索德伯格 （《天人交戰》）

日本電影十佳
1. 《GO！大暴走》 行定勳
2. 《男色誘惑》 桥口亮辅
3. 《神隱少女》 宮崎駿
4. 《人造天堂》 青山真治
5. 《風花》 相米慎二
6. 《惡童日記》 古厩智之
7. 《青春電幻物語》 岩井俊二
8. 《水男孩》 矢口史靖
9. 《光之雨》 高桥伴明
10. 《赤橋下的暖流》 今村昌平

外国電影十佳
1. 《天人交戰》 史蒂文·索德伯格
2. 《花樣年華》 王家衛
3. 《舞動人生》 斯蒂芬·达尔德里
4. 《那山、那人、那狗》 霍建起
5. 《共同警戒區JSA》 朴贊郁
6. 《艾蜜莉的異想世界》 尚-皮爾·桑里
7. 《蝴蝶的舌頭（英语：Butterfly's Tongue）》 何塞·路易斯·奎尔达
《站台》 賈樟柯
8. 《幽靈世界》 泰利·茨威戈夫（英语：Terry Zwigoff）
9. 《成名在望》 卡梅伦·克罗

### 2000（第74回）
- 日本電影最佳導演 阪本順治（《顏》、《新・無仁義之戰》）
- 最佳男主角 原田芳雄（《扒手》、《人声吵雜下北泽》、《PARTY7》）
- 最佳女主角 藤山直美（《顏》）
- 最佳男配角 香川照之（《獨立少年合唱團》、《扒手》）
- 最佳女配角 大楠道代（《顏》）
- 最佳新進男演員 松田龍平（《御法度》）
- 最佳新進女演員 松田圆（《NAGISA》）
- 最佳劇本 阪本順治、宇野勇（《顏》）
- 外國電影最佳導演 张艺谋 （《一个都不能少》、《我的父亲母亲》）

日本電影十佳
1. 《顏》 阪本順治
2. 《三弦之戀》 中江裕司
3. 《御法度》 大岛渚
4. 《十五歲》 山田洋次
5. 《大逃殺》 深作欣二
6. 《三文役者》 新藤兼人
7. 《扒手》 黑木和雄
8. 《獨立少年合唱團》 緒方明
9. 《要下雨了》 小泉堯史
10. 《初戀》 筱原哲雄

外国電影十佳
1. 《太空大哥大》 克林·伊斯威特
2. 《我的母親》 佩德罗·阿尔莫多瓦尔
3. 《一个都不能少》 张艺谋
4. 《我的父亲母亲》 张艺谋
5. 《史崔特先生的故事（英语：The Straight Story）》 大卫·林奇
6. 《美國心玫瑰情》 山姆·曼德斯
7. 《變腦》 斯派克·琼斯
8. 《神鬼戰士》 雷利·史考特
9. 《在黑暗中漫舞》 拉斯·馮·提爾
10. 《薄荷糖（英语：Peppermint Candy）》 李滄東

### 1999（第73回）
- 日本電影最佳導演 原田真人（《金融腐蚀列岛》）
- 最佳男主角 高倉健（《鐵道員》）
- 最佳女主角 鈴木京香（《刑法第三十九条》）
- 最佳男配角 椎名桔平（《金融腐蚀列岛》）
- 最佳女配角 富司纯子（《啊，春天》、《艺妓院的凉子》）
- 最佳新進男演員 北村一輝（《皆月》）
- 最佳新進女演員 池脇千鶴（《大阪物语》）
- 最佳劇本 鈴木智、高杉良、木下麥（《金融腐蚀列岛》）
- 外國電影最佳導演 泰倫斯·馬利克 （《紅色警戒》）

日本電影十佳
1. 《啊，春天》 相米慎二
2. 《金融腐蚀列岛》 原田真人
3. 《刑法第三十九条》 森田芳光
4. 《铁道员》 降旗康男
5. 《家庭私小说》 诹访敦彦
6. 《一展歌喉》 井筒和幸
7. 《菊次郎的夏天》 北野武
8. 《大阪物语》 市川准
9. 《去往任何地方》 盐田明彦
10. 《贝壳》 中原俊

外国電影十佳
1. 《莎翁情史》 約翰·麥登
2. 《紅色警戒》 泰倫斯·馬利克
3. 《天堂的孩子》 马吉德·马吉迪
4. 《永遠的一天》 泰奧·安哲羅普洛斯
5. 《伊莉莎白》 錫哈·加培（英语：Shekhar Kapur）
6. 《駭客任務》 沃卓斯基姐妹
7. 《黑貓白貓（英语：Black Cat, White Cat）》 艾米爾·庫斯杜力卡
8. 《大开眼戒》 斯坦利·库布里克
9. 《美麗人生》 羅貝托·貝尼尼
10. 《靈異第六感》 奈特·沙马兰

### 1998（第72回）
- 日本電影最佳導演 平山秀幸（《乞爱者》）
- 最佳男主角 柄本明（《肝脏大夫》）
- 最佳女主角 原田美枝子（《乞爱者》）
- 最佳男配角 大杉漣（《花火》、《犬奔》）
- 最佳女配角 大楠道代（《愚人：伤痕累累的天使》）
- 最佳新進男演員 黑田勇樹（《学校3》）
- 最佳新進女演員 田中丽奈（《击浪青春》）
- 最佳劇本 鄭義信（《乞爱者》）
- 外國電影最佳導演 柯蒂斯·汉森 （《鐵面特警隊》）

日本電影十佳
1. 《花火》 北野武
2. 《乞爱者》 平山秀幸
3. 《击浪青春》 矶村一路
4. 《肝脏大夫》 今村昌平
5. 《X圣治》 黑泽清
6. 《学校3》 山田洋次
7. 《犬奔》 崔洋一
8. 《愚人：伤痕累累的天使》 阪本顺治
9. 《时雨之记》 泽井信一郎
10. 兩片並列第十名
《中国鸟人》 三池崇史
《绊》 根岸吉太郎

外国電影十佳
1. 《鐵面特警隊》 柯蒂斯·汉森
2. 《搶救雷恩大兵》 史蒂芬·史匹柏
3. 《楚門的世界》 彼得·威尔
4. 《鐵達尼號》 詹姆斯·卡梅隆
5. 《一路到底：脫線舞男》 彼得·卡塔尼奧（英语：Peter Cattaneo）
6. 《櫻桃的滋味》 阿巴斯·基阿魯斯達米
7. 《心灵捕手》 葛斯·范桑
8. 《河流》 蔡明亮
9. 《輕聲細語》 勞勃·瑞福
10. 《不羈夜（英语：Boogie Nights）》 保羅·湯瑪斯·安德森

### 1997（第71回）
- 日本電影最佳導演 望月六郎（《鬼火》）
- 最佳男主角 役所廣司（《鳗鱼》、《心情直播，不NG》、《失樂園》）
- 最佳女主角 桃井薰（《东京夜曲》）
- 最佳男配角 西村雅彥（《受監護的女人》、《心情直播，不NG》）
- 最佳女配角 倍賞美津子（《东京夜曲》）
- 最佳新進男演員 鳥羽潤（《濑户内月光小夜曲》）
- 最佳新進女演員 佐藤仁美（《涩谷24小时》）
- 最佳劇本 三谷幸喜（《心情直播，不NG》）
- 外國電影最佳導演 從缺

日本電影十佳
1. 《鳗鱼》 今村昌平
2. 《魔法公主》 宫崎骏
3. 《心情直播，不NG》 三谷幸喜
4. 《东京夜曲》 市川準
5. 《鬼火》 望月六郎
6. 《涩谷24小时》 原田真人
7. 《诱拐》 大河原孝夫
8. 《身心投入》 荒井晴彦
9. 《东京日和》 竹中直人
10. 兩片並列第十名
《濑户内月光小夜曲》 筱田正浩
《萌之朱雀》 河濑直美

外国電影十佳
1. 《秘密與謊言》 麥克·李
2. 《阳光灿烂的日子》 姜文
3. 《流雲世事（英语：Drifting Clouds (film)）》 阿基·郭利斯馬基
《鋼琴師》 史考特·希克斯（英语：Scott Hicks (director)）
4. 《英倫情人》 安东尼·明格拉
5. 《春光乍洩》 王家衛
6. 《驚天爆》 迈克·纽维尔
7. 《星戰毀滅者》 蒂姆·伯顿
8. 《破浪而出》 拉斯·馮·提爾
9. 《大家都說我愛你（英语：Everyone Says I Love You）》 伍迪·艾伦
《情色風暴1997》 米洛斯·福曼

### 1996（第70回）
- 日本電影最佳導演 小栗康平（《沉睡的男人》）
- 最佳男主角 役所廣司（《我們來跳舞》）
- 最佳女主角 原田美枝子（《梦幻村庄》）
- 最佳男配角 渡哲也（《吾心的銀河鐵道宮澤賢治物語》）
- 最佳女配角 草村禮子（《我們來跳舞》）
- 最佳新進男演員 安藤政信（《坏孩子的天空》）
- 最佳新進女演員 草刈民代（《我們來跳舞》）
- 最佳劇本 周防正行（《我們來跳舞》）
- 外國電影最佳導演 艾米爾·庫斯杜力卡（《地下社會》）

日本電影十佳
1. 《我們來跳舞》 周防正行
2. 《坏孩子的天空》 北野武
3. 《沉睡的男人》 小栗康平
4. 《春天情书》 森田芳光
5. 《梦幻村庄》 东阳一
6. 《岸和田少年愚连队》 井筒和幸
7. 《常磐庄的青春》 市川準
8. 《学校2》 山田洋次
9. 《比利肯》 阪本顺治
10. 《无恶不作》 细野辰兴

外国電影十佳
1. 《郵差》 麥克·拉德福德（英语：Michael Radford）
2. 《尤里西斯生命之旅》 泰奧·安哲羅普洛斯
3. 《地下社會》 艾米爾·庫斯杜力卡
4. 《冰血暴》 科恩兄弟
5. 《越過死亡線》 提姆·羅賓斯
6. 《火線追緝令》 大卫·芬奇
7. 《刺激驚爆點》 布萊恩·辛格
8. 《以祖國之名（英语：Land and Freedom (film)）》 肯·洛區
9. 《暴雨將至》 米爾科·曼徹夫斯基（英语：Milcho Manchevski）
10. 《理性與感性》 李安

### 1995（第69回）
- 日本電影最佳導演 新藤兼人（《午后的遗言》）
- 最佳男主角 真田廣之（《寫樂之感官世界》）
- 最佳女主角 杉村春子（《午后的遗言》）
- 最佳男配角 竹中直人（《東方遇見西方》）、米基·柯堤斯（《神风72小时》）
- 最佳女配角 乙羽信子（《午后的遗言》）
- 最佳新進男演員 塚本晉也（《东京铁拳》）
- 最佳新進女演員 一色紗英（《藏》）
- 最佳劇本 新藤兼人（《午后的遗言》）
- 外國電影最佳導演 克林·伊斯威特（《麥迪遜之橋》）

日本電影十佳
1. 《午后的遗言》 新藤兼人
2. 《东京兄妹》 市川準
3. 《情书》 岩井俊二
4. 《幻之光》 是枝裕和
5. 《寫樂之感官世界》 筱田正浩
6. 《卡美拉 大怪獸空中決戰》 金子修介
7. 《深河》 熊井啟
8. 《神风72小时》 原田真人
9. 《马克斯之山》 崔洋一
10. 兩片並列第十名
《东京铁拳》 塚本晋也
《流砂幻爱》 桥口亮辅

外国電影十佳
1. 《刺激1995》 法蘭克·戴瑞邦
2. 《煙（英语：Smoke (film)）》 王穎
3. 《麥迪遜之橋》 克林·伊斯威特
4. 《阿甘正传》 勞勃·辛密克斯
5. 《艾德·伍德》 蒂姆·伯顿
6. 《烈日灼身》 尼基塔·米亥科夫
7. 《百老匯上空子彈》 伍迪·艾伦
8. 《瑞芬舒丹壮观而可怕的一生（英语：The Wonderful Horrible Life of Leni Riefenstahl）》 雷·繆勒
9. 《特寫鏡頭》 阿巴斯·基阿魯斯達米
《阿波罗13号》 朗·霍華

### 1994（第68回）
- 日本電影最佳導演 原一男（《全身小说家》）
- 最佳男主角 奥田瑛二（《棒之哀》）
- 最佳女主角 高岡早紀（《忠臣藏外传之四谷怪谈》）
- 最佳男配角 中井貴一（《四十七人之刺客》）
- 最佳女配角 室井滋（《居酒屋幽灵》）
- 最佳新進男演員 野村祐人（《800米，两个中跑运动员》）
- 最佳新進女演員 鈴木砂羽（《愛的新世界》）
- 最佳劇本 田中陽造（《夏庭》、《居酒屋幽灵》）
- 外國電影最佳導演 昆汀·塔伦蒂诺（《黑色追緝令》）

日本電影十佳
1. 《全身小说家》 原一男
2. 《忠臣藏外传之四谷怪谈》 深作欣二
3. 《居酒屋幽灵》 渡边孝好
4. 《棒之哀》 神代辰巳
5. 《夏庭》 相米慎二
6. 《等救火的日子》 竹中直人
7. 《800米，两个中跑运动员》 广木隆一
8. 《平成狸合戦》 高畑勳
9. 《愛的新世界》 高桥伴明
10. 《每天都是暑假》 金子修介

外国電影十佳
1. 《鋼琴師和她的情人》 珍·康萍
2. 《霸王別姬》 陈凯歌
3. 《銀色·性·男女》 勞勃·阿特曼
4. 《黑色追緝令》 昆汀·塔伦蒂诺
5. 《戀戀情深（英语：What's Eating Gilbert Grape）》 拉塞·哈尔斯特伦
6. 《辛德勒的名单》 史蒂芬·史匹柏
7. 《長日將盡》 詹姆士·艾佛利
8. 《捍衛戰警》 扬·德邦特
9. 《橄榄树下的情人》 阿巴斯·基阿魯斯達米
10. 《西便制》 林權澤

### 1993（第67回）
- 日本電影最佳導演 崔洋一（《月出何方》）
- 最佳男主角 真田廣之（《我們都還活著》）
- 最佳女主角 露比·莫雷諾（《月出何方》）
- 最佳男配角 岸部一德（《我們都還活著》）
- 最佳女配角 櫻田淳子（《搬家》）
- 最佳新進男演員 岸谷五朗（《我們都還活著》）
- 最佳新進女演員 田畑智子（《搬家》）
- 最佳劇本 崔洋一、鄭義信（《月出何方》）
- 外國電影最佳導演 克林·伊斯威特（《殺無赦》、《強盜保鑣》）

日本電影十佳
1. 《月出何方》 崔洋一
2. 《搬家》 相米慎二
3. 《在医院死去》 市川準
4. 《奏鸣曲》 北野武
5. 《我们都还活着》 泷田洋二郎
6. 《学校》 山田洋次
7. 《爱在东京》 柳町光男
8. 《我的爱之歌：泷廉太郎物语》 泽井信一郎
9. 《裸体之夜》 石井隆
10. 《一代鮮師》 黑泽明

外国電影十佳
1. 《殺無赦》 克林·伊斯威特
2. 《秋菊打官司》 张艺谋
3. 《超級大玩家（英语：The Player (1992 film)）》 勞勃·阿特曼
4. 《亂世浮生》 尼爾·喬丹
5. 《光之夢（英语：Dream of Light）》 维克多·艾里斯
6. 《霸道橫行》 昆汀·塔伦蒂诺
7. 《大河戀》 勞勃·瑞福
8. 《何處是我朋友的家》 阿巴斯·基阿魯斯達米
9. 《戲夢人生》 侯孝賢
10. 《美麗佳人歐蘭朵》 莎莉·波特

### 1992（第66回）
- 日本電影最佳導演 周防正行（《五个相扑的少年》）
- 最佳男主角 原田芳雄（《戴绿帽子的宗介》）
- 最佳女主角 大竹忍（《死而无憾》）
- 最佳男配角 村田雄浩（《鍋巴》、《民暴之女》）
- 最佳女配角 藤谷美和子（《戴绿帽子的宗介》、《女殺油地獄》）
- 最佳新進男演員 大森嘉之（《青春摇滚》）
- 最佳新進女演員 墨田由紀（《濹東綺譚》）
- 最佳劇本 石井隆（《死而无憾》）
- 外國電影最佳導演 楊德昌（《牯嶺街少年殺人事件》）

日本電影十佳
1. 《五个相扑的少年》 周防正行
2. 《青春摇滚》 大林宣彦
3. 《生活在阿贺》 佐藤真
4. 《红猪》 宫崎骏
5. 《死而无憾》 石井隆
6. 《没有桥的河流》 東阳一
7. 《起尾注》 深作欣二
8. 《戴绿帽子的宗介》 若松孝二
9. 《濹東綺譚》 新藤兼人
10. 《星闪闪》 松冈锭司

外国電影十佳
1. 《美麗壞女人（英语：La Belle Noiseuse）》 賈克·希維特
2. 《牯嶺街少年殺人事件》 楊德昌
3. 《鸛鳥踟躇（英语：The Suspended Step of the Stork）》 狄奧·安哲羅普洛斯
4. 《伊爾先生（英语：Monsieur Hire）》 巴提斯·勒貢特
5. 《巴顿芬克》 科恩兄弟
6. 《蒙古精神》 尼基塔·米亥科夫
7. 《红粉联盟》 潘妮·马歇尔
8. 《油炸綠蕃茄》 乔恩·艾弗耐特
9. 《誰殺了甘迺迪》 奧利華·史東
10. 《地球之夜（英语：Night on Earth）》 吉姆·賈木許

### 1991（第65回）
- 日本電影最佳導演 山田洋次（《儿子》）
- 最佳男主角 三國連太郎（《儿子》）
- 最佳女主角 北林谷荣（《大诱拐》）
- 最佳男配角 永瀨正敏（《儿子》）
- 最佳女配角 和久井映見（《儿子》）
- 最佳新進男演員 唐澤壽明（《美妙的婚姻》）
- 最佳新進女演員 石田光（《两个人》）
- 最佳劇本 三谷幸喜與東京陽光少年團（《12个温柔的日本人》）
- 外國電影最佳導演 凯文·科斯特纳（《與狼共舞》）

日本電影十佳
1. 《儿子》 山田洋次
2. 《大诱拐》 冈本喜八
3. 《八月狂想曲》 黑泽明
4. 《无能的人》 竹中直人
5. 《两个人》 大林宣彦
6. 《那年夏天，宁静的海》 北野武
7. 《12个温柔的日本人》 中原俊
8. 《将军》 阪本顺治
9. 《兒時的點點滴滴》 高畑勳
10. 《四万十川》 恩地日出夫

外国電影十佳
1. 《與狼共舞》 凯文·科斯特纳
2. 《沉默的羔羊》 強納森·德米
3. 《黑幫龍虎鬥》 科恩兄弟
4. 《末路狂花》 雷利·史考特
5. 《遮蔽的天空（英语：The Sheltering Sky (film)）》 伯納多·貝托魯奇
6. 《理髮師的男人（英语：The Cook, the Thief, His Wife & Her Lover）》 巴提斯·勒貢特
7. 《火柴廠的女孩（英语：The Match Factory Girl）》 阿基·郭利斯馬基
8. 《魔鬼終結者2》 詹姆斯·卡梅隆
9. 《托托小英雄（英语：Toto the Hero）》 賈柯・凡・多梅爾（英语：Jaco Van Dormael）
10. 《天使與我同桌（英语：An Angel at My Table）》 珍·康萍

### 1990（第64回）
- 日本電影最佳導演 中原俊（《樱之园》）
- 最佳男主角 岸部一德（《死之棘》）
- 最佳女主角 松坂慶子（《死之棘》）
- 最佳男配角 石桥莲司（《浪人街》）
- 最佳女配角 香川京子（《式部物語》）
- 最佳新進男演員 筒井道隆（《笨金鱼》）
- 最佳新進女演員 牧瀨里穗（《歡迎來到東京上空》、《鸫》）
- 最佳劇本 神野浩昌（《樱之园》）
- 外國電影最佳導演 侯孝賢（《悲情城市》）

日本電影十佳
1. 《樱之园》 中原俊
2. 《少年时代》 筱田正浩
3. 《死之棘》 小栗康平
4. 《梦》 黑泽明
5. 《笨金鱼》 松冈锭司
6. 《等待出击》 若松孝二
7. 《3-4X10月》 北野武
8. 《浪人街》 黑木和雄
9. 《鸫》 市川準
10. 《洁白的手》 神山征二郎

外国電影十佳
1. 《悲情城市》 侯孝賢
2. 《夢幻成真》 菲爾·艾登·羅賓森（英语：Phil Alden Robinson）
3. 《霧中風景》 泰奧·安哲羅普洛斯
4. 《冬冬的假期》 侯孝賢
5. 《為所應為》 史派克·李
6. 《廚師、大盜、他的太太和她的情人（英语：The Cook, the Thief, His Wife & Her Lover）》 彼得·格林纳威
7. 《死不逢時（英语：May Fools）》 路易·馬盧
8. 《溫馨接送情》 布魯斯·貝爾斯福德（英语：Bruce Beresford）
9. 《四海好傢伙》 馬丁·史柯西斯
10. 《一曲相思情未了（英语：The Fabulous Baker Boys）》 史提夫·克羅夫斯

### 1989（第63回）
- 日本電影最佳導演 今村昌平（《黑雨》）
- 最佳男主角 三國連太郎（《利休》）
- 最佳女主角 田中好子（《黑雨》）
- 最佳男配角 原田芳雄（《不要口出狂言》、《比接吻容易》、《夢想街上的人們》）
- 最佳女配角 相樂晴子（《不要口出狂言》）
- 最佳新進男演員 赤井英和（《不要口出狂言》）
- 最佳新進女演員 川原亞矢子（《廚房》）
- 最佳劇本 依田義賢（《千利休：本觉坊遗文》）
- 外國電影最佳導演 侯孝賢（《戀戀風塵》、童年往事》）

日本電影十佳
1. 《黑雨》 今村昌平
2. 《不要口出狂言》 阪本顺治
3. 《千利休：本觉坊遗文》 熊井啟
4. 《冲绳草莽英雄》 高岭刚
5. 《魔女宅急便》 宫崎骏
6. 《北京的西瓜》 大林宣彦
7. 《利休》 敕使河原宏
8. 《凶暴的男人》 北野武
9. 《社葬》 舛田利雄
10. 《情义知多少》 降旗康男

外国電影十佳
1. 《終極警探》 約翰·麥提南
2. 《芭比的盛宴》 蓋布里爾·亞斯里
3. 《红高粱》 张艺谋
4. 《雨人》 巴瑞·李文森
5. 《狗臉的歲月（英语：My Life as a Dog）》 拉塞·哈尔斯特伦
6. 《巴格達咖啡館（英语：Bagdad Cafe）》 佩爾西·阿德隆（英语：Percy Adlon）
7. 《新天堂樂園》 朱塞佩·托納多雷
8. 《戀戀風塵》 侯孝賢
9. 《比利小英雄》 比利·奧古斯特
10. 《童年往事》 侯孝賢

### 1988（第62回）
- 日本電影最佳導演 黑木和雄（《TOMORROW 明日》）
- 最佳男主角 真田廣之（《快盜Ruby》）
- 最佳女主角 桃井薰（《TOMORROW 明日》、《抢钱家族》、《愛之咬》）
- 最佳男配角 片岡鶴太郎（《與異人們共處的夏天》）
- 最佳女配角 秋吉久美子（《與異人們共處的夏天》）
- 最佳新進男演員 緒形直人（《優駿ORACION》、《醜女》）
- 最佳新進女演員 中川安奈（《敦煌》）
- 最佳劇本 伊丹十三（《女税务官》）
- 外國電影最佳導演 斯坦利·库布里克（《金甲部隊》）

日本電影十佳
1. 《龙猫》 宫崎骏
2. 《TOMORROW 明日》 黑木和雄
3. 《與異人們共處的夏天》 大林宣彦
4. 《摇滚舞曲，悄悄地演奏吧》 长崎俊一
5. 《乡愁》 中岛丈博
6. 《萤火虫之墓》 高畑勳
7. 《散落的樱花队》 新藤兼人
8. 《抢钱家族》 泷田洋二郎
9. 《左轮手枪》 藤田敏八
10. 《快盜Ruby》 和田诚

外国電影十佳
1. 《末代皇帝》 伯納多·貝托魯奇
2. 《金甲部隊》 斯坦利·库布里克
3. 《慾望之翼》 文·溫德斯
4. 《八月之鯨（英语：The Whales of August）》 林赛·安德森
5. 《芙蓉鎮》 谢晋
6. 《黑眼睛（英语：Dark Eyes (1987 film)）》 尼基塔·米亥科夫
7. 《死者（英语：Radio Days）》 約翰·休斯頓
8. 《布拉格的春天》 菲利普·考夫曼
9. 《戀戀山城》 克勞德·貝黎
10. 《發暈》 诺曼·杰威森

### 1987（第61回）
- 日本電影最佳導演 伊丹十三（《女税务官》）
- 最佳男主角 時任三郎（《永遠的1/2》）
- 最佳女主角 宮本信子（《女税务官》）
- 最佳男配角 津川雅彥（《女税务官》、《不分别的理由》）
- 最佳女配角 櫻田淳子（《小熊》）
- 最佳新進男演員 高嶋政宏（《小荳荳電視台》、《醜女》）
- 最佳新進女演員 秋吉満ちる（《閃光的女人》）
- 最佳劇本 伊丹十三（《女税务官》）
- 外國電影最佳導演 塔维亚尼兄弟（《早安巴比倫（英语：Good Morning, Babylon）》）

日本電影十佳
1. 《女税务官》 伊丹十三
2. 《怒祭戰友魂》 原一男
3. 《牧野村 千年物语》 小川绅介
4. 《永遠的1/2》 根岸吉太郎
5. 《映画女优》 市川崑
6. 《寅次郎的故事38：知床旅情》 山田洋次
7. 《女衔》 今村昌平
8. 《醜女》 市川準
9. 《閃光的女人》 相米慎二
10. 《提灯》 梶间俊一

外国電影十佳
1. 《早安巴比倫（英语：Good Morning, Babylon）》 塔维亚尼兄弟
2. 《前進高棉》 奧利華·史東
3. 《汉娜姐妹》 伍迪·艾倫
4. 《铁面无私》 布萊恩·狄帕瑪
5. 《站在我這邊》 羅伯·雷納
6. 《窗外有藍天》 詹姆士·艾佛利
7. 《那個年代（英语：Radio Days）》 伍迪·艾倫
8. 《突破煉獄》 奧利華·史東
9. 《藍絲絨》 大衛·林區
10. 《薔薇的記號》 让-雅克·阿诺

### 1986（第60回）
- 日本電影最佳導演 熊井啟（《海与毒药》）
- 最佳男主角 內田裕也（《不要滑稽杂志》）
- 最佳女主角 秋野暢子（《片翼天使》、《恋文》）
- 最佳男配角 植木等（《新悲歡歲月》）
- 最佳女配角 石田步（《火宅之人》）
- 最佳新進男演員 石桥凌（《風一般的男子》、《別對我的女人出手》）
- 最佳新進女演員 齊藤由貴（《青春恋爱梦》）
- 最佳劇本 森田芳光（《喔嚯嚯探検隊》）
- 外國電影最佳導演 吉姆·賈木許（《天堂陌影》）

日本電影十佳
1. 《海与毒药》 熊井啟
2. 《不要滑稽杂志》 泷田洋二郎
3. 《喔嚯嚯探検隊》 根岸吉太郎
4. 《人的约定》 吉田喜重
5. 《火宅之人》 深作欣二
6. 《长枪权三 近松門左衛門》 篠田正浩
7. 《青春恋爱梦》 大森一树
8. 《天空之城》 宮崎骏
9. 《电影天地》 山田洋次
10. 《爵士大名》 冈本喜八

外国電影十佳
1. 《天堂陌影》 吉姆·賈木許
2. 《开罗紫玫瑰》 伍迪·艾伦
3. 《蜘蛛女之吻》 海科特·巴班克（英语：Héctor Babenco）
4. 《午夜旋律（英语：Round Midnight (film)）》 贝特朗·塔韦尼耶
5. 《爸爸出差時》 艾米爾·庫斯杜力卡
6. 《紫色姐妹花》 史蒂芬·史匹柏
7. 《新漢普夏飯店（英语：The Hotel New Hampshire (film)）》 托尼·理查德森
8. 《巴西》 特里·吉列姆
9. 《異形2》 詹姆斯·卡梅隆
10. 《牧羊人（英语：The Herd (1978 film)）》 札奇·奧克坦（英语：Zeki Ökten）

### 1985（第59回）
- 日本電影最佳導演 森田芳光（《其后》）
- 最佳男主角 北大路欣也（《火祭》、《春之鐘》）
- 最佳女主角 倍賞美津子（《活着幹死了算党宣言》、《恋文》）
- 最佳男配角 小林薰（《其后》）
- 最佳女配角 藤田弓子（《濑降物语》、《寂寞的人》）
- 最佳劇本 筒井共美（《其后》）
- 外國電影最佳導演 米洛斯·福曼（《阿瑪迪斯》）

日本電影十佳
1. 《其后》 森田芳光
2. 《乱》 黑泽明
3. 《火祭》 柳町光男
4. 《颱風俱樂部》 相米慎二
5. 《寂寞的人》 大林宣彦
6. 《恋文》 神代辰巳
7. 《活着幹死了算党宣言》 森崎东
8. 《缅甸的竖琴》 市川崑
9. 《早春恋曲》 泽川信一郎
10. 《一片花》 伊藤俊也

外国電影十佳
1. 《阿瑪迪斯》 米洛斯·福曼
2. 《自由之路（英语：Yol (film)）》 伊梅茲・古尼（英语：Yılmaz Güney）
3. 《芬妮与亚历山大》 英格玛·伯格曼
4. 《蜂巢的幽靈（英语：The Spirit of the Beehive）》 维克多·艾里斯
5. 《证人》 彼得·威尔
6. 《巴黎，德州》 文·溫德斯
7. 《杀戮战场》 羅蘭·約菲（英语：Roland Joffé）
8. 《乡村星期天（英语：A Sunday in the Country）》 贝特朗·塔韦尼耶
9. 《印度之旅》 大卫·利恩
10. 《歌舞線上（英语：A Chorus Line (film)）》 李察·艾登堡

### 1984（第58回）
- 日本電影最佳導演 伊丹十三（《葬礼》）
- 最佳男主角 山崎努（《葬礼》、《再见，箱舟》）
- 最佳女主角 吉永小百合（《阿娴》、《天国车站》）
- 最佳男配角 高品格（《麻雀放浪记》）
- 最佳女配角 三田佳子（《W的悲剧》）
- 最佳劇本 澤井信一郎、荒井晴彦（《W的悲剧》）
- 外國電影最佳導演 塞吉歐·李昂尼（《四海兄弟》）

日本電影十佳
1. 《葬礼》 伊丹十三
2. 《W的悲剧》 泽井信一郎
3. 《瀬戸内少年野球団》 筱田正浩
4. 《麻雀放浪记》 和田诚
5. 《再见，箱舟》 寺山修司
6. 《阿娴》 市川崑
7. 《风之谷》 宫崎骏
8. 《为了伽耶子》 小栗康平
9. 《废市》 大林宣彦
10. 《流氓》 川岛透

外国電影十佳
1. 《四海兄弟》 塞吉歐·李昂尼
2. 《太空先鋒》 菲利普·考夫曼
3. 《天生好手（英语：The Natural (film)）》 巴瑞·李文森
4. 《親密關係》 詹姆斯·L·布鲁克斯
5. 《變色龍》 伍迪·艾倫
6. 《卡門（英语：Carmen (1983 film)）》 卡洛斯·索拉
7. 《狠將奇兵》 華特·希爾
8. 《鄉愁》 安德烈·塔尔科夫斯基
9. 《化妝師（英语：The Dresser (1983 film)）》 彼得·葉慈
10. 《朦朧的慾望（英语：That Obscure Object of Desire）》 路易士·布紐爾

### 1983（第57回）
- 日本電影最佳導演 森田芳光（《家族游戏》）
- 最佳男主角 松田優作（《家族游戏》）
- 最佳女主角 田中裕子（《天城山奇案》）
- 最佳男配角 伊丹十三（《家族游戏》、《细雪》）
- 最佳女配角 永島暎子（《龙二》）
- 最佳劇本 森田芳光（《家族游戏》）
- 外國電影最佳導演 艾倫·帕庫拉（《蘇菲亞的選擇》）

日本電影十佳
1. 《家族游戏》 森田芳光
2. 《细雪》 市川崑
3. 《俘虜》 大岛渚
4. 《东京审判》 小林正树
5. 《楢山节考》 今村昌平
6. 《龙二》 川岛透
7. 《鱼影之群》 相米慎二
8. 《天城山奇案》 三村晴彦
9. 《十楼的蚊子》 崔洋一
10. 《故土难离》 神山征二郎

外国電影十佳
1. 《蘇菲亞的選擇》 艾倫·帕庫拉
2. 《蓋普眼中的世界（英语：The World According to Garp (film)）》 乔治·罗伊·希尔
3. 《甘地傳》 李察·艾登堡
4. 《基督停在恩波利（英语：Christ Stopped at Eboli (film)）》 法蘭西斯科·羅西
5. 《陆上行舟》 韋納·荷索
6. 《隔牆花》 法蘭索瓦·杜魯福
7. 《大審判》 薛尼·盧梅
8. 《窈窕淑男》 薛尼·波勒
9. 《天譴》 韋納·荷索
10. 《疾走繁星夜（英语：The Night of the Shooting Stars）》 塔维亚尼兄弟

### 1982（第56回）
- 日本電影最佳導演 深作欣二（《愛之物語》）
- 最佳男主角 根津甚八（《再见吧！可爱的大地》）
- 最佳女主角 松坂慶子（《愛之物語》、《道頓堀川》）
- 最佳男配角 平田滿（《愛之物語》）
- 最佳女配角 小柳留美子（《诱拐报道》）
- 最佳劇本 つかこうへい（《愛之物語》）
- 外國電影最佳導演 史蒂芬·史匹柏（《E.T.外星人》）

日本電影十佳
1. 《愛之物語》 深作欣二
2. 《再见吧！可爱的大地》 柳町光男
3. 《转校生》 大林宣彦
4. 《疑惑》 野村芳太郎
5. 《日本国 古屋敷村》 小川绅介
6. 《刺青》 高桥伴明
7. 《無水之池》 若松孝二
8. 《远野物语》 村野铁太郎
9. 《诱拐报道》 伊藤俊也
10. 《怪异谈：不死的小平次》 中川信夫

外国電影十佳
1. 《E.T.外星人》 史蒂芬·史匹柏
2. 《1900》 伯納多·貝托魯奇
3. 《火戰車》 休·哈德森
4. 《金色池塘》 馬克·萊德爾（英语：Mark Rydell）
5. 《亞歷山大大帝（英语：Alexander the Great (1980 film)）》 泰奧·安哲羅普洛斯
6. 《梅菲斯托（英语：Mephisto (1981 film)）》 沙寶·伊斯特凡
7. 《烽火赤焰萬里情》 華倫·比提
8. 《加州俏嬌娃（英语：...All the Marbles）》 罗伯特·奥尔德里奇
9. 《法國中尉的女人》 卡雷·瑞茲
10. 《我父我主》 塔维亚尼兄弟

### 1981（第55回）
- 日本電影最佳導演 小栗康平（《泥之河》）
- 最佳男主角 永島敏行（《远雷》、《幸福》）
- 最佳女主角 倍賞千惠子（《车站》）
- 最佳男配角 中村嘉葎雄（《陽炎座》、《情書》）
- 最佳女配角 加贺真理子（《泥之河》、《陽炎座》）
- 最佳劇本 田中陽造（《流浪者之歌》、《女人的小道：濡濕海峽》）
- 外國電影最佳導演 沃克·施隆多夫（《拒絕長大的男生》）

日本電影十佳
1. 《泥之河》 小栗康平
2. 《远雷》 根岸吉太郎
3. 《陽炎座》 铃木清顺
4. 《车站》 降旗康男
5. 《啊！女人，猥歌》 神代辰巳
6. 《幸福》 市川崑
7. 《少年帝国》 井筒和幸
8. 《北斋漫画》 新藤兼人
9. 《乱世浮生》 今村昌平
10. 《查尔斯顿这些日子以来》 岡本喜八

外国電影十佳
1. 《拒絕長大的男生》 沃克·施隆多夫
2. 《秋光奏鳴曲》 英格玛·伯格曼
3. 《凡夫俗子》 勞勃·瑞福
4. 《應許之地》 安德烈·華依達
5. 《女煞葛洛莉（英语：Gloria (1980 film)）》 約翰·卡薩維蒂
6. 《蠻牛》 馬丁·史柯西斯
7. 《富貴逼人來（英语：Being There）》 鲍勃·福斯
8. 《婚姻場景（英语：Scenes from a Marriage）》 哈爾·阿什貝
9. 《福祿雙霸天》 約翰·蘭迪斯
10. 《象人》 大卫·林奇

### 1980（第54回）
- 日本電影最佳導演 铃木清顺（《流浪者之歌》）
- 最佳男主角 渡瀬恒彦（《神给的孩子》、《震動的舌頭》）
- 最佳女主角 大谷直子（《流浪者之歌》）
- 最佳男配角 山崎努（《影武者》）
- 最佳女配角 大楠道代（《流浪者之歌》）
- 最佳劇本 田中陽造（《流浪者之歌》、《女人的小道：濡濕海峽》）
- 外國電影最佳導演 罗伯特·本顿（《克拉瑪對克拉瑪》）

日本電影十佳
1. 《流浪者之歌》 铃木清顺
2. 《影武者》 黑泽明
3. 《希波克拉底的弟子们》 大森一树
4. 《神给的孩子》 前田阳一
5. 《远山的呼唤》 山田洋次
6. 《父亲啊，母亲啊！》 木下惠介
7. 《四季·奈津子》 东阳一
8. 《海潮音》 桥浦方人
9. 《狂雷街区》 石井岳龙
10. 《太陽の子》 浦山桐郎

外国電影十佳
1. 《克拉瑪對克拉瑪》 罗伯特·本顿
2. 《諸神的黃昏》 盧奇諾·維斯孔蒂
3. 《现代启示录》 弗朗西斯·福特·科波拉
4. 《大理石人》 安德烈·華依達
5. 《曼哈頓》 伍迪·艾伦
6. 《瑪麗亞·布勞恩的婚姻（英语：The Marriage of Maria Braun）》 赖纳·维尔纳·法斯宾德
7. 《黛絲姑娘》 羅曼·波蘭斯基
8. 《爵士春秋》 鲍勃·福斯
9. 《卡薩諾瓦》 费德里柯·费里尼
10. 《名揚四海》 亞倫·帕克

### 1979（第53回）
- 日本電影最佳導演 今村昌平（《复仇在我》）
- 最佳男主角 若山富三郎（《冲动杀人 儿子呵！》）
- 最佳女主角 桃井薰（《不再托腮遐思》）
- 最佳男配角 三國連太郎（《复仇在我》）
- 最佳女配角 小川真由美（《复仇在我》）
- 最佳劇本 馬場当（《复仇在我》）
- 外國電影最佳導演 泰奧·安哲羅普洛斯（《流浪艺人》）

日本電影十佳
1. 《复仇在我》 今村昌平
2. 《盗日者》 长谷川和彦
3. 《惠子》 Claude Gagnon
4. 《红发女郎》 神代辰巳
5. 《冲动杀人 儿子呵！》 木下惠介
6. 《月山》 村野铁太郎
7. 《十九岁的地图》 柳町光男
8. 《不再托腮遐思》 东阳一
9. 《啊！野麦岭》 山本萨夫
10. 《此后的无仁义之战》 工藤荣一

外国電影十佳
1. 《流浪艺人》 泰奧·安哲羅普洛斯
2. 《木鞋樹（英语：The Tree of Wooden Clogs）》 艾爾瑪諾·歐米（英语：Ermanno Olmi）
3. 《越戰獵鹿人》 迈克尔·西米诺
4. 《清白者》 盧奇諾·維斯孔蒂
5. 《我心深处》 伍迪·艾伦
6. 《熱情之夢（英语：A Dream of Passion）》 朱爾斯·達辛
7. 《諾言（英语：Ordet）》 卡爾·西奧多·德萊葉
8. 《偉大的星期三（英语：Big Wednesday）》 约翰·米利厄斯
9. 《大特寫》 詹姆斯·布里奇斯（英语：James Bridges）
10. 《天意（英语：Providence (1977 film)）》 亞倫·雷奈

### 1978（第52回）
- 日本電影最佳導演 东阳一（《三垒手》）
- 最佳男主角 緒形拳（《鬼畜》）
- 最佳女主角 梶芽衣子（《曾根崎心中》）
- 最佳男配角 渡瀬恒彦（《事件》、《赤穂城斷絶》）
- 最佳女配角 大竹忍（《事件》、《聖職之碑》）
- 最佳劇本 新藤兼人（《事件》）
- 外國電影最佳導演 盧奇諾·維斯孔蒂（《家族的肖像（英语：Conversation Piece (film)）》）

日本電影十佳
1. 《三垒手》 东阳一
2. 《曾根崎心中》 增村保造
3. 《爱的亡灵》 大岛渚
4. 《事件》 野村芳太郎
5. 《不归的日子》 藤田敏八
6. 《鬼畜》 野村芳太郎
7. 《连续爆炸》 岡本喜八
8. 《冬之华》 降旗康男
9. 《人妻集团暴行致死事件》 田中登
10. 《博多子純情》 曾根中生

外国電影十佳
1. 《家族的肖像（英语：Conversation Piece (film)）》 盧奇諾·維斯孔蒂
2. 《茱莉亞》 弗雷德·金尼曼
3. 《再見女郎》 赫伯特·羅斯（英语：Herbert Ross）
4. 《皮羅斯馬尼（英语：Pirosmani (film)）》 喬治·桑傑拉亞（英语：Giorgi Shengelaia）
5. 《第三類接觸》 史蒂芬·史匹柏
6. 《轉捩點》 赫伯特·羅斯（英语：Herbert Ross）
7. 《不结婚的女人》 保羅·莫索斯基（英语：Paul Mazursky）
8. 《夢想者四夜（英语：Four Nights of a Dreamer）》 羅伯特·布列松
9. 《星際大戰四部曲：曙光乍現》 乔治·卢卡斯
10. 《安妮霍尔》 伍迪·艾伦

### 1977（第51回）
- 日本電影最佳導演 山田洋次（《幸福的黄手绢》）
- 最佳男主角 高倉健（《幸福的黄手绢》、《八甲田山》）
- 最佳女主角 岩下志麻（《孤苦盲女阿玲》）
- 最佳男配角 武田鐵矢（《幸福的黄手绢》）
- 最佳女配角 桃井薰（《幸福的黄手绢》）
- 最佳劇本 山田洋次、朝間義隆（《幸福的黄手绢》）
- 外國電影最佳導演 約翰·艾維森（《洛基》）

日本電影十佳
1. 《幸福的黄手绢》 山田洋次
2. 《竹山孤旅》 新藤兼人
3. 《孤苦盲女阿玲》 篠田正浩
4. 《八甲田山》 森谷司郎
5. 《青春之门-自立篇》 浦山桐郎
6. 《惡魔的手毬歌》 市川崑
7. 《我能聽見酣睡森林之詩》 宫城真里子
8. 《拳师》 寺山修司
9. 《突如其来，宛如风暴》 山根成之
10. 《長路》 左幸子

外国電影十佳
1. 《洛基》 約翰·艾維森
2. 《螢光幕後》 薛尼·盧梅
3. 《鬼火》 路易·馬盧
4. 《狐及其友（英语：Fox and His Friends）》 赖纳·维尔纳·法斯宾德
5. 《索拉力星》 安德烈·塔尔科夫斯基
6. 《火爆群龍（英语：Slap Shot）》 乔治·罗伊·希尔
7. 《苦海餘生（英语：Voyage of the Damned）》 史都華·羅森伯格（英语：Stuart Rosenberg）
8. 《特洛伊婦女（英语：The Trojan Women (film)）》 邁克爾·卡柯揚尼斯（英语：Michael Cacoyannis）
9. 《光荣之路（英语：Bound for Glory (1976 film)）》 哈爾·阿什貝
10. 《死因可疑（英语：Illustrious Corpses）》 法蘭西斯科·羅西

### 1976（第50回）
- 日本電影最佳導演 长谷川和彦（《青春之杀人者》）
- 最佳男主角 水谷丰（《青春之杀人者》）
- 最佳女主角 原田美枝子（《青春之杀人者》、《大地摇篮曲》）
- 最佳男配角 大瀧秀治（《不毛地带》、《哥儿们》）
- 最佳女配角 太地喜和子（《青春之門》、《男人真命苦17 再見夕陽》）
- 最佳劇本 田村孟（《青春之杀人者》）
- 外國電影最佳導演 馬丁·史柯西斯（《計程車司機》）

日本電影十佳
1. 《青春之杀人者》 长谷川和彦
2. 《寅次郎的故事17：再见夕阳》 山田洋次
3. 《大地摇篮曲》 增村保造
4. 《不毛地带》 山本萨夫
5. 《犬神家族》 市川崑
6. 《哥儿们》 今井正
7. 《嗚呼!!花の応援団》 曾根中生
8. 《黑社会的墓场：腐朽之花》 深作欣二
9. 《再见，夏日之光》 山根成之
10. 《江户川乱步猎奇馆 屋脊散步者》 田中登

外国電影十佳
1. 《計程車司機》 馬丁·史柯西斯
2. 《飛越杜鵑窩》 米洛斯·福曼
3. 《零用錢（英语：Small Change (film)）》 法蘭索瓦·杜魯福
4. 《亂世兒女》 史丹利·庫柏力克
5. 《熱天午後》 薛尼·盧梅
6. 《納什維爾》 勞勃·阿特曼
7. 《巫山雲（英语：The Story of Adele H.）》 法蘭索瓦·杜魯福
8. 《感官世界》 大島渚
9. 《小丑（英语：The Clowns）》 费德里柯·费里尼
10. 《驚天大陰謀》 艾倫·帕庫拉

### 1975（第49回）
- 日本電影最佳導演 新藤兼人（《溝口健二：一个电影导演的生涯》）
- 最佳男主角 佐分利信（《化石》）
- 最佳女主角 淺丘琉璃子（《寅次郎的故事15：鸳鸯伞》）
- 最佳男配角 原田芳雄（《节日的准备》）
- 最佳女配角 大竹忍（《青春之門》）
- 最佳劇本 中島丈博（《节日的准备》）
- 外國電影最佳導演 保羅·莫索斯基（英语：Paul Mazursky）（《老人與貓（英语：Harry and Tonto）》）

日本電影十佳
1. 《溝口健二：一个电影导演的生涯》 新藤兼人
2. 《节日的准备》 黑木和雄
3. 《金环蚀》 山本萨夫
4. 《化石》 小林正树
5. 《寅次郎的故事15：鸳鸯伞》 山田洋次
6. 《死者田园祭》 寺山修司
7. 《新幹线爆炸案》 佐藤纯弥
8. 《仁义的墓场》 深作欣二
9. 《同胞》 山田洋次
10. 《实录阿部定》 田中登

外国電影十佳
1. 《老人與貓（英语：Harry and Tonto）》 保羅·莫索斯基（英语：Paul Mazursky）
2. 《狂愛（英语：The Night Porter）》 莉莉安娜·卡瓦尼
3. 《再見愛麗絲》 马丁·斯科塞斯
4. 《連尼（英语：Lenny (film)）》 鲍勃·福斯
5. 《德蘇烏扎拉》 黑澤明
6. 《娛樂世界（英语：That's Entertainment!）》 小傑克·哈利（英语：Jack Haley Jr.）
7. 《拉孔布·呂西安（英语：Lacombe, Lucien）》 路易·馬盧
8. 《教父第二集》 弗朗西斯·福特·科波拉
9. 《滿城風雨（英语：The Front Page (1974 film)）》 比利·懷德
10. 《大白鯊》 斯蒂芬·斯皮尔伯格

### 1974（第48回）
- 日本電影最佳導演 熊井啟（《望乡》）
- 最佳男主角 萩原健一（《青春之蹉跎》）
- 最佳女主角 田中絹代（《望乡》、《三婆》）
- 最佳劇本 橋本忍、山田洋次（《砂之器》）
- 外國電影最佳導演 费德里柯·费里尼（《阿瑪柯德》）

日本電影十佳
1. 《望乡》 熊井啟
2. 《砂之器》 野村芳太郎
3. 《华丽家族》 山本萨夫
4. 《青春之蹉跎》 神代辰巳
5. 《暗杀坂本龙马》 黑木和雄
6. 《我的道路》 新藤兼人
7. 《无仁义之战4：顶上作战》 深作欣二
8. 《褴褛的旗》 吉村公三郎
9. 《赤提灯》 藤田敏八
10. 《妹》 藤田敏八

外国電影十佳
1. 《阿瑪柯德》 费德里柯·费里尼
2. 《哭泣與耳語》 英格玛·伯格曼
3. 《日以作夜》 法蘭索瓦·杜魯福
4. 《刺激》 乔治·罗伊·希尔
5. 《纸月亮》 彼得·博格丹诺维奇
6. 《中產階級拘謹的魅力》 路易斯·布紐爾
7. 《萬世巨星》 诺曼·杰威森
8. 《馬太事件（英语：The Mattei Affair）》 法蘭西斯科·羅西
9. 《大賊龍虎榜（英语：Dillinger (1973 film)）》 約翰·米利厄斯
10. 《大法師》 威廉·弗莱德金

### 1973（第47回）
- 日本電影最佳導演 斋藤耕一（《津轻民谣》）
- 最佳男主角 菅原文太（《无仁义之战3：代理战争》）
- 最佳女主角 江波杏子（《津轻民谣》）
- 最佳劇本 笠原和夫（《无仁义之战3：代理战争》）
- 外國電影最佳導演 傑瑞·沙茨伯格（英语：Jerry Schatzberg）（《流浪奇男子（英语：Scarecrow (1973 film)）》）

日本電影十佳
1. 《津轻民谣》 斋藤耕一
2. 《無仁義之戰》 深作欣二
3. 《青幻记》 成岛东一郎
4. 《股旅》 市川崑
5. 《恍惚的人》 丰田四郎
6. 《欢场春梦》 神代辰巳
7. 《戒严令》 吉田喜重
8. 《无仁义之战3：代理战争》 深作欣二
9. 《寅次郎的故事11：寅次郎勿忘我》 山田洋次
10. 《战争与人間：完結篇》 山本萨夫

外国電影十佳
1. 《流浪奇男子（英语：Scarecrow (1973 film)）》 傑瑞·沙茨伯格（英语：Jerry Schatzberg）
2. 《強尼上戰場（英语：Johnny Got His Gun (film)）》 达尔顿·特朗勃
3. 《太陽神父月亮修女（英语：Brother Sun, Sister Moon）》 法蘭高·齊費里尼
4. 《豺狼之日》 弗雷德·金尼曼
5. 《海神號遇險記》 羅納·尼梅（英语：Ronald Neame）
6. 《森林復活記（英语：Macbeth (1971 film)）》 羅曼·波蘭斯基
7. 《偵探（英语：Sleuth (1972 film)）》 约瑟夫·曼凯维奇
8. 《飛輪喋血（英语：Duel (1971 film)）》 斯蒂芬·斯皮尔伯格
9. 《琼斯的解放（英语：The Liberation of L.B. Jones）》 威廉·惠勒
10. 《巴黎最後探戈》 伯納多·貝托魯奇

### 1972（第46回）
- 日本電影最佳導演 熊井啟（《忍川之恋》）
- 最佳男主角 井川比佐志（《忍川之恋》）
- 最佳女主角 伊佐山博子（《湿濡的情欲》、《 白皙纤指之调情》）
- 最佳劇本 神代辰巳（《湿濡的情欲》、《 白皙纤指之调情》）、長谷部慶治、熊井啟（《忍川之恋》）
- 外國電影最佳導演 彼得·博格丹諾維奇（《最後一場電影》）

日本電影十佳
1. 《忍川之恋》 熊井啟
2. 《飘舞的军旗下》 深作欣二
3. 《故乡》 山田洋次
4. 《孤独之旅》 斋藤耕一
5. 《约定》 斋藤耕一
6. 《寅次郎的故事9：柴又恋情》 山田洋次
7. 《海軍特別年少兵》 今井正
8. 《湿濡的情欲》 神代辰巳
9. 《夏天的士兵》 敕使河原宏
10. 《白皙纤指之调情》 村川透

外国電影十佳
1. 《最後一場電影》 彼得·博格丹諾維奇
2. 《羅馬風情畫（英语：Roma (1972 film)）》 费德里柯·费里尼
3. 《死刑臺的旋律（英语：Sacco & Vanzetti (1971 film)）》 朱利亞·諾蒙塔爾（英语：Giuliano Montaldo）
4. 《發條橘子》 斯坦利·库布里克
5. 《稻草狗》 山姆·畢京柏
6. 《男孩夜派對（英语：The Boys in the Band (1970 film)）》 威廉·弗莱德金
7. 《少年邦納（英语：Junior Bonner）》 山姆·畢京柏
8. 《教父》 弗朗西斯·福特·科波拉
9. 《酒店》 鲍勃·福斯
10. 《霹靂神探》 威廉·弗莱德金

### 1971（第45回）
- 日本電影最佳導演 大岛渚（《儀式》）
- 最佳男主角 佐藤慶（《儀式》）
- 最佳女主角 富司纯子（《红牡丹赌徒：拿命来》、《女渡世人 請多指教》）
- 最佳劇本 大岛渚、田村孟、佐佐木守（《儀式》）
- 外國電影最佳導演 盧奇諾·維斯孔蒂（《魂斷威尼斯》）

日本電影十佳
1. 《儀式》 大岛渚
2. 《沉默》 篠田正浩
3. 《一个叫婉的女子》 今井正
4. 《战争与人間2》 山本萨夫
5. 《在我冒险的日子》 小林正树
6. 《宫本武蔵 真剑胜负》 内田吐梦
7. 《善良的日本人》 东阳一
8. 《寅次郎的故事8：寅次郎恋歌》 山田洋次
9. 《抛掉书本上街去》 寺山修司
10. 《八月湿砂》 藤田敏八

外国電影十佳
1. 《魂斷威尼斯》 盧奇諾·維斯孔蒂
2. 《雷恩的女兒（英语：Ryan's Daughter）》 大卫·利恩
3. 《小巨人（英语：Little Big Man (film)）》 亞瑟·潘
4. 《我的青春（英语：Metello）》 莫洛・鮑羅尼尼（英语：Mauro Bolognini）
5. 《粉身碎骨（英语：Vanishing Point (1971 film)）》 理查德·C·薩拉菲安（英语：Richard C. Sarafian）
6. 《屋頂上的提琴手》 诺曼·杰威森
7. 《特莉絲坦娜》 路易士·布紐爾
8. 《浪蕩子（英语：Five Easy Pieces）》 鮑勃・拉弗森（英语：Bob Rafelson）
9. 《大冤獄（英语：The Confession (1970 film)）》 科斯塔·加夫拉斯
10. 《拳王奮鬥史（英语：The Great White Hope (film)）》 馬丁·里特（英语：Martin Ritt）

### 1970（第44回）
- 日本電影最佳導演 山田洋次（《家族》）
- 最佳男主角 井川比佐志（《家族》、《電車狂》）
- 最佳女主角 倍賞千惠子（《家族》、《寅次郎的故事5：望乡篇》）
- 最佳劇本 宮崎晃（《家族》、《寅次郎的故事5：望乡篇》）
- 外國電影最佳導演 丹尼斯·霍珀（《逍遙騎士》）

日本電影十佳
1. 《家族》 山田洋次
2. 《戰爭與人間》 山本萨夫
3. 《电车狂》 黑泽明
4. 《情欲与虐杀》 吉田喜重
5. 《大地上的人群》 熊井啟
6. 《无常》 实相寺昭雄
7. 《影之车》 野村芳太郎
8. 《寅次郎的故事5：望乡篇》 山田洋次
9. 《无桥的河流 第二部》 今井正
10. 《赤贫的19岁》 新藤兼人

外国電影十佳
1. 《逍遙騎士》 丹尼斯·霍珀
2. 《愛情神話》 费德里柯·费里尼
3. 《焦點新聞》 科斯塔·加夫拉斯
4. 《虎豹小霸王》 乔治·罗伊·希尔
5. 《外科醫生》 勞勃·阿特曼
6. 《定理》 皮埃尔·保罗·帕索里尼
7. 《美狄亚（英语：Medea (1969 film)）》 皮埃尔·保罗·帕索里尼
8. 《冬獅》 安東尼·哈維（英语：Anthony Harvey）
9. 《納粹狂魔（英语：The Damned (1969 film)）》 盧奇諾·維斯孔蒂
10. 《射馬記》 薛尼·波勒

### 1969（第43回）
- 日本電影最佳導演 篠田正浩（《心中天網島》）
- 最佳男主角 渥美清（《寅次郎的故事1》）
- 最佳女主角 岩下志麻（《心中天網島》）
- 最佳劇本 田村孟（《少年》）
- 外國電影最佳導演 皮埃尔·保罗·帕索里尼（《伊底帕斯王（英语：Oedipus Rex (1967 film)）》）

日本電影十佳
1. 《心中天網島》 篠田正浩
2. 《被我遗弃的女人》 浦山桐郎
3. 《少年》 大岛渚
4. 《蜉蝣》 新藤兼人
5. 《无桥的河流》 今井正
6. 《寅次郎的故事1》 山田洋次
7. 《越南》 山本萨夫
8. 《新宿小偷日记》 大岛渚
9. 《寅次郎的故事2：我爱我阿妈》 山田洋次
10. 《風林火山》 稻垣浩

外国電影十佳
1. 《伊底帕斯王（英语：Oedipus Rex (1967 film)）》 皮埃尔·保罗·帕索里尼
2. 《午夜牛郎》 约翰·施莱辛格
3. 《如果…》 林赛·安德森
4. 《週末》 尚盧·高達
5. 《失嬰記》 羅曼·波蘭斯基
6. 《浮生錄（英语：The Swimmer (1968 film)）》 弗蘭克·佩里（英语：Frank Perry）
7. 《巫山夢（英语：Accident (1967 film)）》 約瑟夫·羅西（英语：Joseph Losey）
8. 《我無罪（英语：The Fixer (1968 film)）》 約翰·法蘭克海默
9. 《约翰与玛丽（英语：John and Mary (film)）》 彼得·葉慈
10. 《花落遺恨天（英语：Goodbye, Columbus (film)）》 賴瑞·皮爾斯（英语：Larry Peerce）

### 1968（第42回）
- 日本電影最佳導演 今村昌平（《诸神的欲望》）
- 最佳男主角 三船敏郎（《黑部的太阳》、《祇園祭》、《山本五十六》）
- 最佳女主角 若尾文子（《不忠的時刻》、《濕潤的兩人》、《積木的盒子》）
- 最佳劇本 田村孟、佐佐木守、深尾道典、大岛渚（《絞死刑》）
- 外國電影最佳導演 亞瑟·潘（《我倆沒有明天》）

日本電影十佳
1. 《诸神的欲望》 今村昌平
2. 《肉弹》 岡本喜八
3. 《绞死刑》 大岛渚
4. 《黑部的太阳》 熊井啟
5. 《首》 森谷司郎
6. 《初恋·地狱篇》 羽仁进
7. 《日本的青春》 小林正树
8. 《燃燒的地圖》 敕使河原宏
9. 《人生剧场 飞车角与吉良常》 内田吐梦
10. 《吹口气就会飞走的男人》 山田洋次

外国電影十佳
1. 《我倆沒有明天》 亞瑟·潘
2. 《殉情記》 法蘭高·齊費里尼
3. 《典當商》 薛尼·盧梅
4. 《馬哈∕薩德（英语：Marat/Sade (film)）》 彼得·布魯克
5. 《2001太空漫遊》 斯坦利·库布里克
6. 《毕业生》 迈克·尼科尔斯
7. 《男性・女性（英语：Masculin Féminin）》 尚盧·高達
8. 《局外人（英语：The Stranger (1967 film)）》 盧奇諾·維斯孔蒂
9. 《遠離越南（英语：Far from Vietnam）》 尤里斯·伊文思、威廉·克萊因、克勞德·雷路許、阿涅丝·瓦尔达、尚盧·高達、克里斯·马克、亞倫·雷奈
10. 《僕人（英语：The Servant (1963 film)）》 約瑟夫·羅西（英语：Joseph Losey）

### 1967（第41回）
- 日本電影最佳導演 小林正树（《夺命剑》）
- 最佳男主角 市川雷藏（《华岗青洲之妻》、《殺手故事》）
- 最佳女主角 岩下志麻（《智恵子抄》、《茜云》、《女人一生》）
- 最佳劇本 橋本忍（《夺命剑》、《日本最長的一日》）
- 外國電影最佳導演 吉洛‧彭特克沃（英语：Gillo Pontecorvo）（《阿爾及爾之戰》）

日本電影十佳
1. 《夺命剑》 小林正树
2. 《人间蒸发》 今村昌平
3. 《日本最長的一日》 岡本喜八
4. 《乱云》 成濑巳喜男
5. 《华岗青洲之妻》 增村保造
6. 《智恵子抄》 中村登
7. 《爱的饥渴》 藏原惟缮
8. 《茜云》 篠田正浩
9. 《令人怀念的笛子与太鼓》 木下惠介
10. 《忍者武艺帐》 大岛渚

外国電影十佳
1. 《阿爾及爾之戰》 吉洛‧彭特克沃（英语：Gillo Pontecorvo）
2. 《春光乍現》 米开朗基罗·安东尼奥尼
3. 《戰爭終了（英语：La Guerre est Finie）》 亞倫·雷奈
4. 《良相佐國》 弗雷德·金尼曼
5. 《狂人皮埃罗》 尚盧·高達
6. 《甜蜜的家庭（英语：The Family Way）》 羅伊·博爾廷（英语：Boulting brothers）
7. 《假面》 英格瑪·伯格曼
8. 《惡夜追緝令》 诺曼·杰威森
9. 《战争与和平完結篇》 谢尔盖·邦达尔丘克
10. 《真实时刻（英语：The Moment of Truth (1965 film)）》 法蘭西斯科·羅西

### 1966（第40回）
- 日本電影最佳導演 山本薩夫（《白色巨塔》）
- 最佳男主角 小澤昭一（《人类学入门》）
- 最佳女主角 司葉子（《纪之川》、《肇事逃逸》、《沈丁花》）
- 最佳劇本 橋本忍（《白色巨塔》）
- 外國電影最佳導演 萨蒂亚吉特·雷伊（《大地之歌》）

日本電影十佳
1. 《白色巨塔》 山本萨夫
2. 《人类学入门》 今村昌平
3. 《纪之川》 中村登
4. 《湖之琴》 田坂具隆
5. 《他人之颜》 敕使河原宏
6. 《安第斯的新娘》 羽仁进
7. 《本能》 新藤兼人
8. 《心中的山脉》 吉村公三郎
9. 《白昼的恶魔》 大岛渚
10. 《女人中的陌生人》 成濑巳喜男

外国電影十佳
1. 《大地之歌》 萨蒂亚吉特·雷伊
2. 《大國民》 奧森·威爾斯
3. 《幸福（英语：Le Bonheur (1965 film)）》 阿涅丝·瓦尔达
4. 《馬太福音（英语：The Gospel According to St. Matthew (film)）》 皮埃尔·保罗·帕索里尼
5. 《男歡女愛》 克勞德·雷路許
6. 《巴黎戰火（英语：Is Paris Burning? (film)）》 勒内·克莱芒
7. 《家庭教師（英语：Mademoiselle (1966 film)）》 托尼·理查德森
8. 《女僕日記（英语：Diary of a Chambermaid (1964 film)）》 路易士·布紐爾
9. 《齊瓦哥醫生》 大卫·利恩
10. 《戰爭與和平》 谢尔盖·邦达尔丘克

### 1965（第39回）
- 日本電影最佳導演 黑泽明（《紅鬍》）
- 最佳男主角 三國連太郎（《日本小偷故事》）
- 最佳女主角 若尾文子（《清作之妻》、《波影》、《比翼鸟》）
- 最佳劇本 熊井啟（《日本列岛》）
- 外國電影最佳導演 費德里柯·費里尼（《八又二分之一》）

日本電影十佳
1. 《紅鬍子》 黑泽明
2. 《东京奥林匹克》 市川昆
3. 《日本列岛》 熊井啟
4. 《日本小偷故事》 山本萨夫
5. 《证人的椅子》 山本萨夫
6. 《冷饭和厨娘和父亲》 田坂具隆
7. 《恐山之女》 五所平之助
8. 《阿俊先生的歌》 羽仁进
9. 《恶党》 新藤兼人
10. 《水书物语》 吉田喜重

外国電影十佳
1. 《八又二分之一》 費德里柯·費里尼
2. 《組織者（英语：The Organizer）》 馬里奧·莫尼切利
3. 《華府千秋（英语：Advise & Consent）》 奥托·普雷明格
4. 《柔膚（英语：The Soft Skin）》 法蘭索瓦·杜魯福
5. 《歡樂滿人間》 羅伯·史蒂文遜（英语：Robert Stevenson (filmmaker)）
6. 《蝴蝶春夢（英语：The Collector (1965 film)）》 威廉·惠勒
7. 《希臘人左巴（英语：Zorba the Greek (film)）》 邁克爾·卡柯揚尼斯（英语：Michael Cacoyannis）
8. 《紅色沙漠（英语：Red Desert (film)）》 米开朗基罗·安东尼奥尼
9. 《真善美》 勞勃·懷斯
10. 《飛行世紀（英语：Those Magnificent Men in Their Flying Machines）》 肯·安納金

### 1964（第38回）
- 日本電影最佳導演 敕使河原宏（《沙丘之女》）
- 最佳男主角 山村聰（《多伤的山河》）
- 最佳女主角 京町子（《甜汗》）
- 最佳劇本 水木洋子（《怪谈》、《甜汗》）
- 外國電影最佳導演 亨利·柯比（《長別離（英语：The Long Absence）》）

日本電影十佳
1. 《沙丘之女》 敕使河原宏
2. 《怪谈》 小林正树
3. 《香华》 木下惠介
4. 《赤色杀机》 今村昌平
5. 《饥饿海峡》 内田吐梦
6. 《越后筒石亲不知》 今井正
7. 《多伤的山河》 山本萨夫
8. 《甜汗》 丰田四郎
9. 《报仇》 今井正
10. 《虽然我是一粒麦》 松山善三

外国電影十佳
1. 《長別離（英语：The Long Absence）》 亨利·柯比
2. 《夏日之戀》 法蘭索瓦·楚浮
3. 《去年在馬倫巴》 亞倫·雷奈
4. 《女乘客（英语：Passenger (1963 film)）》 安德烈·蒙克（英语：Andrzej Munk）
5. 《美国，美国》 伊利亚·卡赞
6. 《家庭日記（英语：Family Diary）》 瓦萊里奧·祖利尼（英语：Valerio Zurlini）
7. 《輕蔑（英语：Contempt (film)）》 尚盧·高達
8. 《風流劍客走天涯》 托尼·理查德森
9. 《沉默（英语：The Silence (1963 film)）》 英格玛·伯格曼
10. 《哈姆雷特（英语：Hamlet (1964 film)）》 格里戈里·科津采夫

### 1963（第37回）
- 日本電影最佳導演 今村昌平（《日本昆虫记》）
- 最佳男主角 勝新太郎（《續座頭市物語》、《惡名》）
- 最佳女主角 左幸子（《日本昆虫记》、《她與他》）
- 最佳劇本 今村昌平（《日本昆虫记》、《武士之子》）
- 外國電影最佳導演 大卫·利恩（《阿拉伯的劳伦斯》）

日本電影十佳
1. 《日本昆虫记》 今村昌平
2. 《天国与地狱》 黑泽明
3. 《五番町夕雾楼》 田坂具隆
4. 《独渡太平洋》 市川崑
5. 《武士道残酷物语》 今井正
6. 《安详之兽》 川岛雄三
7. 《她与他》 羽仁进
8. 《母》 新藤兼人
9. 《白与黑》 堀川弘通
10. 《不良少女》 浦山桐郎

外国電影十佳
1. 《阿拉伯的劳伦斯》 大卫·利恩
2. 《熱淚心聲（英语：The Miracle Worker (1962 film)）》 亞瑟·潘
3. 《花落鶯啼春（英语：Sundays and Cybèle）》 塞爾日·布吉尼翁（英语：Serge Bourguignon）
4. 《鳥》 阿爾弗雷德·希區考克
5. 《随心所欲》 尚盧·高達
6. 《第七封印》 英格瑪·伯格曼
7. 《義大利式離婚（英语：Divorce Italian Style）》 皮耶特羅·傑米（英语：Pietro Germi）
8. 《甜言蜜語（英语：A Taste of Honey (film)）》 托尼·理查德森
9. 《射殺鋼琴師（英语：Shoot the Piano Player）》 法蘭索瓦·杜魯福
10. 《那不勒斯的四天（英语：The Four Days of Naples (film)）》 南尼·洛伊

### 1962（第36回）
- 日本電影最佳導演 市川崑（《我两岁》）
- 最佳男主角 仲代達矢（《椿三十郎》、《切腹》）
- 最佳女主角 岡田茉莉子（《今年之恋》、《霧子的命運》）
- 最佳劇本 新藤兼人（《青舟物語》、《優雅的野獸》）
- 外國電影最佳導演 英格瑪·柏格曼（《野草莓》）

日本電影十佳
1. 《我两岁》 市川崑
2. 《化铁炉的街》 浦山桐郎
3. 《切腹》 小林正树
4. 《破戒》 市川崑
5. 《椿三十郎》 黑泽明
6. 《人間》 新藤兼人
7. 《陷阱》 敕使河原宏
8. 《秋刀鱼之味》 小津安二郎
9. 《喜剧 日本的阿婆》 今井正
10. 《秋津温泉》 吉田喜重

外国電影十佳
1. 《野草莓》 英格瑪·柏格曼
2. 《紐倫堡大審》 斯坦利·克雷默
3. 《愤怒的葡萄》 約翰·福特
4. 《情事》 米开朗基罗·安东尼奥尼
5. 《蝕（英语：L'Eclisse）》 米开朗基罗·安东尼奥尼
6. 《修女喬安娜（英语：Mother Joan of the Angels）》 耶日·卡瓦萊羅維奇（英语：Jerzy Kawalerowicz）
7. 《退休生活》 維多里奧·狄西嘉
8. 《夜》 米开朗基罗·安东尼奥尼
9. 《江湖浪子》 罗伯特·罗森
《雙姝怨》 威廉·惠勒

### 1961（第35回）
- 日本電影最佳導演 羽仁进（《不良少年》）
- 最佳男主角 三船敏郎（《大鏢客》、《大阪城物語》）
- 最佳女主角 若尾文子（《女人二度出生》、《妻子的告白》）
- 最佳劇本 水木洋子（《婚期》、《伯勞鳥》、《海港灯火》）
- 外國電影最佳導演 英格瑪·柏格曼（《處女之泉》）

日本電影十佳
1. 《不良少年》 羽仁进
2. 《大鏢客》 黑泽明
3. 《永遠的人》 木下惠介
4. 《人间的条件(第五、六部)》 小林正树
5. 《同命鸟》 松山善三
6. 《反逆儿》 伊藤大辅
7. 《那个黑港的明灯》 今井正
8. 《跑吧，孩子》 田坂具隆
9. 《飼育》 大岛渚
10. 《黑暗中的十个女人》 市川崑

外国電影十佳
1. 《處女之泉》 英格瑪·柏格曼
2. 《氣球漫遊記（英语：Stowaway in the Sky）》 艾伯特·拉莫里斯（英语：Albert Lamorisse）
3. 《浪子春潮（英语：Saturday Night and Sunday Morning (film)）》 卡雷·瑞茲
4. 《西城故事》 罗伯特·怀斯、杰罗姆·罗宾斯
5. 《通過萊茵河（英语：Tomorrow Is My Turn (film)）》 安德烈·卡耶特（英语：André Cayatte）
6. 《烽火母女淚（英语：Two Women）》 維多里奧·狄西嘉
7. 《地铁里的莎姬》 路易·馬盧
8. 《夜色朦朧逃脫時（英语：Escape by Night (1960 film)）》 羅伯托·羅塞里尼
9. 《天涯何處無芳草》 伊利亚·卡赞
10. 《如歌的中板（英语：Seven Days... Seven Nights）》 彼得·布魯克

### 1960（第34回）
- 日本電影最佳導演 市川崑（《弟弟》）
- 最佳男主角 小林桂樹（《黑色画集：上班族的证言》）
- 最佳女主角 山本富士子（《女經》、《濹東綺譚》）
- 最佳劇本 橋本忍（《黑色画集：上班族的证言》、《懶夫睡漢》）
- 外國電影最佳導演 查理·卓別林（《大独裁者》）

日本電影十佳
1. 《弟弟》 市川崑
2. 《黑色画集：上班族的证言》 堀川弘通
3. 《懶夫睡漢》 黑泽明
4. 《笛吹川》 木下惠介
5. 《秋日和》 小津安二郎
6. 《裸岛》 新藤兼人
7. 《猪与军舰》 今村昌平
8. 《没有武器的战斗》 山本萨夫
9. 《秘境喜马拉雅》 中村正
10. 《日本的夜与雾》 大岛渚

外国電影十佳
1. 《大独裁者》 查理·卓別林
2. 《甜蜜的生活》 费德里柯·费里尼
3. 《陽光普照（英语：Purple Noon）》 勒内·克莱芒
4. 《羅維雷將軍（英语：General Della Rovere）》 羅伯托·羅塞里尼
5. 《四百擊》 法蘭索瓦·杜魯福
6. 《黑色奧菲斯（英语：Black Orpheus）》 馬塞爾·加繆（英语：Marcel Camus）
7. 《一個人的遭遇（英语：Fate of a Man）》 谢尔盖·邦达尔丘克
8. 《斷了氣》 尚盧·高達
9. 《扒手（英语：Pickpocket (film)）》 羅伯特·布列松
10. 《士兵之歌》 格里戈里·丘赫莱伊

### 1959（第33回）
- 日本電影最佳導演 今井正（《阿菊与阿勇》）
- 最佳男主角 船越英二（《野火》）
- 最佳女主角 新珠三千代（《人间的条件(第一、二部)》）
- 最佳劇本 和田夏十（《野火》、《键》）
- 外國電影最佳導演 薛尼·盧梅（《十二怒漢》）

日本電影十佳
1. 《阿菊与阿勇》 今井正
2. 《野火》 市川崑
3. 《二哥》 今村昌平
4. 《板车之歌》 山本萨夫
5. 《人间的条件(第一、二部)》 小林正树
6. 《人间之壁》 山本萨夫
7. 《浪花的恋爱物语》 内田吐梦
8. 《第五福竜丸》 新藤兼人
9. 《键》 市川崑
10. 《人间的条件(第三、四部)》 小林正树

外国電影十佳
1. 《十二怒漢》 薛尼·盧梅
2. 《灰燼與鑽石》 安德烈·華依達
3. 《哭泣（英语：Il Grido）》 米開朗基羅·安東尼奧尼
4. 《表兄弟》 克勞德·夏布洛
5. 《孽戀（英语：The Lovers (1958 film)）》 路易·馬盧
6. 《影子（英语：Shadow (1956 film)）》 耶日·卡瓦萊羅維奇（英语：Jerzy Kawalerowicz）
7. 《广岛之恋》 亞倫·雷奈
8. 《假想敵（英语：A Man of Straw）》 皮耶特羅·傑米（英语：Pietro Germi）
9. 《毀滅的發明（英语：Invention for Destruction）》 卡爾·齊曼
10. 《金屋淚（英语：Room at the Top (1959 film)）》 傑克·克萊頓（英语：Jack Clayton）

### 1958（第32回）
- 日本電影最佳導演 木下惠介（《楢山節考》）
- 最佳男主角 市川雷藏（《炎上》）
- 最佳女主角 田中絹代（《楢山節考》）
- 最佳劇本 橋本忍（《戰國英豪》、《夜鼓》、《监视》）
- 外國電影最佳導演 威廉·惠勒（《錦繡大地（英语：The Big Country）》）

日本電影十佳
1. 《楢山節考》 木下惠介
2. 《戰國英豪》 黑泽明
3. 《彼岸花》 小津安二郎
4. 《炎上》 市川崑
5. 《裸的太阳》 家城巳代治
6. 《夜鼓》 今井正
7. 《无法松的一生》 稻垣浩
8. 《监视》 野村芳太郎
9. 《裸體将軍》 堀川弘通
10. 《巨人与玩具》 增村保造

外国電影十佳
1. 《錦繡大地（英语：The Big Country）》 威廉·惠勒
2. 《我的舅舅》 賈克·大地
3. 《老人與海》 約翰·司圖加
4. 《以眼還眼（英语：An Eye for an Eye (1957 film)）》 安德烈·卡耶特（英语：André Cayatte）
5. 《鐵道員（英语：The Railroad Man）》 皮耶特羅·傑米（英语：Pietro Germi）
6. 《死刑台與電梯》 路易·馬盧
7. 《騙子（英语：Il bidone）》 费德里柯·费里尼
8. 《情鎖（英语：The Key (1958 film)）》 卡洛·李
9. 《激情年代（英语：The Crucible (1957 film)）》 雷蒙·魯洛（英语：Raymond Rouleau）
10. 《戲國春秋（英语：Stage Struck (1958 film)）》 薛尼·盧梅

### 1957（第31回）
- 日本電影最佳導演 今井正（《米》）
- 最佳男主角 法蘭奇堺（《幕末太阳传》）
- 最佳女主角 山田五十鈴（《蜘蛛巢城》、《深淵》、《智恵子抄》）
- 最佳劇本 八住利雄（《爆炸声和大地》、《雪國》、《智恵子抄》）
- 外國電影最佳導演 费德里柯·费里尼（《大路》）

日本電影十佳
1. 《米》 今井正
2. 《纯爱物语》 今井正
3. 《悲歡的歲月》 木下惠介
4. 《幕末太阳传》 川岛雄三
5. 《蜘蛛巢城》 黑泽明
6. 《瘋狂部落》 涉谷实
7. 《最后关头》 内田吐梦
8. 《爆炸声和大地》 关川秀雄
9. 《异母兄弟》 家城巳代治
10. 《深淵》 黑泽明

外国電影十佳
1. 《大路》 费德里柯·费里尼
2. 《該死的人（英语：He Who Must Die）》 朱爾斯·達辛
3. 《壯志凌雲》 比利·懷德
4. 《最後逃生（英语：A Man Escaped）》 羅伯特·布列松
5. 《桂河大桥》 大卫·利恩
6. 《丁香门》 雷内·克萊爾
7. 《卡比莉亞之夜》 费德里柯·费里尼
8. 《馬塞利諾的奇蹟（英语：Miracle of Marcelino）》 拉迪斯勞·瓦伊達（英语：Ladislao Vajda）
9. 《四海一家（英语：Friendly Persuasion (1956 film)）》 威廉·惠勒
10. 《屋頂（英语：The Roof (1956 film)）》 維多里奧·狄西嘉

### 1956（第30回）
- 日本電影最佳導演 今井正（《正午的黑暗》）
- 最佳男主角 佐田啟二（《我要买你》）
- 最佳女主角 山田五十鈴（《猫和庄造和两个女人》）
- 外國電影最佳導演 勒内·克莱芒（《酒店》）

日本電影十佳
1. 《正午的黑暗》 今井正
2. 《夜之河》 吉村公三郎
3. 《喀喇昆仑》 中村诚二 / 村田重雄
4. 《猫和庄造和两个女人》 丰田四郎
5. 《缅甸的竖琴》 市川崑
6. 《早春》 小津安二郎
7. 《台风骚动记》 山本萨夫
8. 《流浪记》 成濑巳喜男
9. 《太阳和玫瑰》 木下惠介
10. 《我要买你》 小林正树

外国電影十佳
1. 《酒店》 勒内·克莱芒
2. 《逃亡（英语：The Desperate Hours (1955 film)）》 威廉·惠勒
3. 《野宴（英语：Picnic (1955 film)）》 約書亞·洛根（英语：Joshua Logan）
4. 《理查三世（英语：Richard III (1955 film)）》 劳伦斯·奥利维尔
5. 《最後之橋（英语：The Last Bridge）》 赫穆特·考特納（英语：Helmut Käutner）
6. 《红气球》 艾伯特·拉莫里斯（英语：Albert Lamorisse）
7. 《四海之內皆兄弟（英语：French Cancan）》 克里斯蒂安-雅克
8. 《無關緊要的人（英语：People of No Importance）》 亨利·韋納伊（英语：Henri Verneuil）
9. 《七海獵奇（英语：The Silent World）》 雅克-伊夫·库斯托、路易·馬盧
10. 《玫瑰夢》 丹尼爾·曼恩（英语：Daniel Mann）

### 1955（第29回）
- 日本電影最佳導演 成濑巳喜男（《浮雲》）
- 最佳男主角 森雅之（《浮雲》）
- 最佳女主角 高峰秀子（《浮雲》）
- 外國電影最佳導演 伊利亚·卡赞（《天倫夢覺（英语：East of Eden (film)）》）

日本電影十佳
1. 《浮雲》 成濑巳喜男
2. 《夫妇善哉》 丰田四郎
3. 《野菊之墓》 木下惠介
4. 《生者的紀錄》 黑泽明
5. 《这里有泉水》 今井正
6. 《警察日记》 久松静儿
7. 《女僕》 田坂具隆
8. 《血枪富士》 内田吐梦
9. 《浮草日记》 山本萨夫
10. 《美女与怪龙》 吉村公三郎

外国電影十佳
1. 《天倫夢覺（英语：East of Eden (film)）》 伊利亚·卡赞
2. 《洪水來臨前（英语：Before the Deluge）》 安德烈·卡耶特（英语：André Cayatte）
3. 《星海浮沉錄》 乔治·丘克
4. 《審判中（英语：On Trial (1954 film)）》 朱利安·迪維維耶（英语：Julien Duvivier）
5. 《艷陽天（英语：Summertime (1955 film)）》 大卫·利恩
6. 《斜眼暴君（英语：The_King_and_the_Mockingbird#1952_version）》 保羅·格里莫（英语：Paul Grimault）
7. 《法國康康舞（英语：French Cancan）》 让·雷诺阿
8. 《君子好逑》 德爾伯特·曼
9. 《紅杏春風嫁有期（英语：A Kid for Two Farthings (film)）》 卡洛·李
10. 《鐵路英雄傳（英语：The Battle of the Rails）》 勒内·克莱芒

### 1954（第28回）
日本電影十佳
1. 《二十四只眼睛》 木下惠介
2. 《女之园》 木下惠介
3. 《七武士》 黑泽明
4. 《黑潮》 山村聪
5. 《近松物语》 沟口健二
6. 《山之音》 成濑巳喜男
7. 《晚菊》 成濑巳喜男
8. 《勲章》 涉谷实
9. 《山椒大夫》 沟口健二
10. 《大阪之宿》 五所平之助

外国電影十佳
1. 《悲哀的桃乐丝（英语：Thérèse Raquin (1953 film)）》 马塞尔·卡尔内
2. 《恐惧的代价》 亨利-喬治·克魯佐
3. 《羅密歐與茱麗葉（英语：Romeo and Juliet (1954 film)）》 雷納多·卡斯特拉尼（英语：Renato Castellani）
4. 《岸上風雲》 伊利亚·卡赞
5. 《征服珠穆朗瑪峰（英语：The Conquest of Everest）》 喬治·羅威（英语：George Lowe (mountaineer)）
6. 《羅馬假期》 威廉·惠勒
7. 《裁判終結（英语：Justice Is Done）》 安德烈·卡耶特（英语：André Cayatte）
8. 《騎士情史（英语：Knave of Hearts (film)）》 勒内·克莱芒
9. 《唐卡米洛的小世界（英语：Little World of Don Camillo）》 朱利安·迪維維耶（英语：Julien Duvivier）
10. 《小狐狸（英语：The Little Foxes (film)）》 威廉·惠勒

### 1953（第27回）
日本電影十佳
1. 《浊流》 今井正
2. 《东京物语》 小津安二郎
3. 《雨月物语》 沟口健二
4. 《看得见烟囱的地方》 五所平之助
5. 《兄妹》 成濑巳喜男
6. 《日本的悲剧》 木下惠介
7. 《姬百合之塔》 今井正
8. 《雁》 丰田四郎
9. 《祇园歌女》 沟口健二
10. 《缩图》 新藤兼人

外国電影十佳
1. 《禁忌的遊戲》 勒内·克莱芒
2. 《舞台春秋》 查理·卓別林
3. 《偵探故事（英语：Detective Story (1951 film)）》 威廉·惠勒
4. 《堕落的偶像》 卡洛·李
5. 《終站（英语：Terminal Station (film)）》 維多里奧·狄西嘉
6. 《蓬門今始為君開》 約翰·福特
7. 《原野奇俠》 乔治·史蒂文斯
8. 《異鄉人（英语：Outcast of the Islands）》 卡洛·李
9. 《被遺忘的人們（英语：Los Olvidados）》 路易士·布紐爾
10. 《一飛沖天（英语：The Sound Barrier）》 大卫·利恩

### 1952（第26回）
日本電影十佳
1. 《生之慾》 黑泽明
2. 《稻妻》 成濑巳喜男
3. 《本日休诊》 涉谷实
4. 《现代人》 涉谷实
5. 《纯情的卡门》 木下惠介
6. 《真空地带》 山本萨夫
7. 《母亲》 成濑巳喜男
8. 《山神学校》 今井正
9. 《西鹤一代女》 沟口健二
10. 《慟哭》 佐分利信

外国電影十佳
1. 《凡尔杜先生》 查理·卓別林
2. 《黑獄亡魂》 卡洛·李
3. 《天堂的孩子》 马塞尔·卡尔内
4. 《大河（英语：The River (1951 film)）》 让·雷诺阿
5. 《米蘭奇蹟（英语：Miracle in Milan）》 維多里奧·狄西嘉
6. 《茱莉小姐（英语：Miss Julie (1951 film)）》 阿爾夫·斯約堡（英语：Alf Sjöberg）
7. 《推銷員之死》 拉茲羅·本內德克（英语：László Benedek）
8. 《肉體的惡魔（英语：Devil in the Flesh (1947 film)）》 克勞德·奧塔特-拉臘（英语：Claude Autant-Lara）
9. 《巴黎天空下（英语：Under the Sky of Paris）》 朱利安·迪維維耶（英语：Julien Duvivier）
10. 《郎心如鐵》 乔治·史蒂文斯

### 1951（第25回）
日本電影十佳
1. 《麦秋》 小津安二郎
2. 《饭》 成濑巳喜男
3. 《虚饰的盛装》 吉村公三郎
4. 《卡门归乡》 木下惠介
5. 《不，我们要活下去》 今井正
6. 《風雪二十年》 佐分利信
7. 《源氏物语》 吉村公三郎
8. 《啊！青春》 佐分利信
9. 《生命之美》 大庭秀雄
10. 《爱妻物语》 新藤兼人

外国電影十佳
1. 《彗星美人》 约瑟夫·曼凯维奇
2. 《日落大道》 比利·懷德
3. 《翡翠谷》 約翰·福特
4. 《奧菲斯（英语：Orpheus (film)）》 让·谷克多
5. 《虎膽忠魂（英语：Odd Man Out）》 卡洛·李
6. 《惡魔的美（英语：Beauty and the Devil）》 雷内·克萊爾
7. 《小鹿斑比》 大衛·韓德（英语：David Hand (animator)）
8. 《雲中四部（英语：Four Steps in the Clouds）》 亞力山卓·布雷塞蒂（英语：Alessandro Blasetti）
9. 《奪得錦標歸（英语：Champion (1949 film)）》 麥克·洛遜
10. 《黑水仙（英语：Black Narcissus）》 麥可·鮑爾、艾默利·普萊斯柏格

### 1950（第24回）
日本電影十佳
1. 《来日再相逢》 今井正
2. 《帰郷》 大庭秀雄
3. 《拂晓的逃脱》 谷口千吉
4. 《緩刑》 佐分利信
5. 《羅生門》 黑泽明
6. 《醜聞》 黑泽明
7. 《宗方姐妹》 小津安二郎
8. 《暴力之街》 山本萨夫
9. 《细雪》 阿部丰
10. 《七色花》 春原政久

外国電影十佳
1. 《單車失竊記》 維多里奧·狄西嘉
2. 《情婦瑪儂（英语：Manon (film)）》 亨利-乔治·克鲁佐
3. 《三妻艳史》 约瑟夫·曼凯维奇
4. 《罗马，不设防的城市》 羅伯托·羅塞里尼
5. 《紅菱艷（英语：The Red Shoes (1948 film)）》 麥可·鮑爾、艾默利·普萊斯柏格
6. 《太虛幻境（英语：A Matter of Life and Death (film)）》 麥可·鮑爾、艾默利·普萊斯柏格
7. 《擦鞋童（英语：Shoeshine (film)）》 維多里奧·狄西嘉
8. 《梦里乾坤（英语：The Secret Life of Walter Mitty (1947 film)）》 諾曼·Z·麥克勞德（英语：Norman Z. McLeod）
9. 《烏鴉（英语：Le Corbeau）》 亨利-乔治·克鲁佐
10. 《斷腸花（英语：The Heiress）》 威廉·惠勒

### 1949（第23回）
日本電影十佳
1. 《晚春》 小津安二郎
2. 《青色山峦》 今井正
3. 《野良犬》 黑泽明
4. 《破鼓》 木下惠介
5. 《被忘记的孩子們》 稻垣浩
6. 《大小姐乾杯》 木下惠介
7. 《女人的一生》 龟井文夫
8. 《靜靜的決鬥》 黑泽明
9. 《森之石松》 吉村公三郎
10. 《小原庄助先生》 清水宏

外国電影十佳
1. 《老鄉（英语：Paisan）》 羅伯托·羅塞里尼
2. 《大幻影》 让·雷诺阿
3. 《慈母淚》 乔治·史蒂文斯
4. 《王子復仇記》 劳伦斯·奥利维尔
5. 《不夜城（英语：The Naked City）》 朱爾斯·達辛
6. 《和平生活（英语：To Live in Peace）》 路易吉·贊帕（英语：Luigi Zampa）
7. 《可怕的父母（英语：Les Parents terribles (1948 film)）》 让·谷克多
8. 《碧血金沙》 約翰·休斯頓
9. 《鹿宛長春（英语：The Yearling (1946 film)）》 克拉倫斯·布朗（英语：Clarence Brown）
10. 《巴黎警局（英语：Quai des Orfèvres）》 亨利-乔治·克鲁佐

### 1948（第22回）
日本電影十佳
1. 《酩酊天使》 黑泽明
2. 《孩子们手拉手》 稻垣浩
3. 《夜之女》 沟口健二
4. 《蜂巢的孩子们》 清水宏
5. 《我生命中最燦爛的一天》 吉村公三郎
6. 《破戒》 木下惠介
7. 《风中的母鸡》 小津安二郎
8. 《王将》 伊藤大輔
9. 《生活畫像》 千叶泰树
10. 《第二人生》 关川秀雄

外国電影十佳
1. 《亨利五世（英语：Henry V (1944 film)）》 劳伦斯·奥利维尔
2. 《黄金时代》 威廉·惠勒
3. 《相見恨晚（英语：Brief Encounter）》 大卫·利恩
4. 《海牙（英语：The Damned (1947 film)）》 勒内·克莱芒
5. 《穷途末路（英语：The End of the Day）》 朱利安·迪維維耶（英语：Julien Duvivier）
6. 《美女與野獸（英语：Beauty and the Beast (1946 film)）》 让·谷克多
7. 《夜間來客（英语：Les Visiteurs du Soir）》 马塞尔·卡尔内
8. 《失去的週末》 比利·懷德
9. 《旷野行者（英语：The Overlanders (film)）》 哈里·瓦特（英语：Harry Watt）
10. 《永恆的回憶（英语：The Eternal Return (film)）》 讓·德蘭諾伊（英语：Jean Delannoy）

### 1947（第21回）
日本電影十佳
1. 《安城家的舞会》 吉村公三郎
2. 《战争与和平》 今井正 / 龟井文夫 / 山本萨夫
3. 《再来一次》 五所平之助
4. 《长屋绅士录》 小津安二郎
5. 《女優》 衣笠贞之助
6. 《美麗的星期天》 黑泽明
7. 《银岭之巅》 谷口千吉
8. 《四个爱情故事》 丰田四郎 / 成濑巳喜男 / 山本嘉次郎 / 衣笠贞之助
9. 《花開家族》 千叶泰树
10. 《幸福的邀請》 千叶泰树

外国電影十佳
1. 《深閨疑雲（英语：Suspicion (1941 film)）》 阿爾弗雷德·希區考克
2. 《俠骨柔情》 約翰·福特
3. 《鴛夢重溫（英语：Random Harvest (film)）》 茂文·李洛埃
4. 《人間喜劇（英语：The Human Comedy (film)）》 克拉倫斯·布朗（英语：Clarence Brown）
5. 《彩凤清歌（英语：Music for Millions）》 亨利·科斯特（英语：Henry Koster）
6. 《七重心（英语：The Seventh Veil）》 康普頓·班納特（英语：Compton Bennett）
7. 《長春樹（英语：A Tree Grows in Brooklyn (1945 film)）》 伊利亚·卡赞
8. 《作法自斃（英语：Boomerang (1947 film)）》 伊利亚·卡赞
9. 《謫仙怨（英语：The Constant Nymph (1943 film)）》 埃德蒙·古爾丁（英语：Edmund Goulding）
《仙宮寶石（英语：The Stone Flower (1946 film)）》 亞歷山卓・普胥柯（英语：Aleksandr Ptushko）
《煤气灯下》 乔治·丘克

### 1946（第20回）
日本電影八佳
1. 《大曾根家的早晨》 木下惠介
2. 《我於青春无悔》 黑泽明
3. 《一夜之王》 衣笠贞之助
4. 《空等的女人》 牧野正博
5. 《求爱的人》 木下惠介
6. 《民眾之敵》 今井正
7. 《歌女五美图》 溝口健二
8. 《只要還有生命》 楠田清

外国電影十佳
1. 《与我同行》 李歐·麥卡瑞
2. 《紐約奇譚（英语：Tales of Manhattan）》 朱利安·迪維維耶（英语：Julien Duvivier）
3. 《辣手摧花（英语：Shadow of a Doubt）》 阿爾弗雷德·希區考克
4. 《伊利诺斯州的林肯（英语：Abe Lincoln in Illinois (film)）》 約翰·克倫威爾（英语：John Cromwell (director)）
5. 《大地之光（英语：The Southerner (film)）》 让·雷诺阿
6. 《居禮夫人》 茂文·李洛埃
7. 《天國之路（英语：The Keys of the Kingdom (film)）》 約翰·M·斯塔爾（英语：John M. Stahl）
8. 《北非谍影》 麥可·寇蒂斯
9. 《血肉與幻想（英语：Flesh and Fantasy）》 朱利安·迪維維耶（英语：Julien Duvivier）
10. 《黑夜煞星（英语：The Devil and Daniel Webster (film)）》 威廉·迪亞特爾（英语：William Dieterle）
《太虛道人（英语：Here Comes Mr. Jordan）》 亞歷山大·霍爾（英语：Alexander Hall）

### 1942（第19回）
日本電影十佳
1. 《夏威夷·马来海海战》 山本嘉次郎
2. 《父亲在世时》 小津安二郎
3. 《将军和参谋兵》 田口哲
4. 《母子草》 田坂具隆
5. 《南海的花束》 阿部丰
6. 《新雪》 五所平之助
7. 《元禄忠臣藏 后篇》 沟口健二
8. 《独眼龙政宗》 稻垣浩
9. 《大村益次郎》 森一生
10. 《香港攻略战》 田中重雄

因戰爭緣故，當年未選出外国電影十佳

### 1941（第18回）
日本電影十佳
1. 《户田家兄妹》 小津安二郎
2. 《馬》 山本嘉次郎
3. 《米卡赫里之塔》 清水宏
4. 《藝道一代男》 沟口健二
5. 《江户最后之日》 稻垣浩
6. 《次郎物語》 岛耕二
7. 《愛的一家》 春原政久
8. 《海的祭礼》 稻垣浩
9. 《激情》 小石栄一
10. 《指導物語》 熊谷久虎

因戰爭緣故，當年未選出外国電影十佳

### 1940（第17回）
日本電影十佳
1. 《小岛之春》 丰田四郎
2. 《坦克队长西住传》 吉村公三郎
3. 《風之又三郎》 岛耕二
4. 《浪花女》 沟口健二
5. 《沃土万里》 倉田文人
6. 《奥村五百子》 丰田四郎
7. 《歴史》 内田吐梦
8. 《燃烧的天空》 阿部丰
9. 《夫婦二世》 野淵昶
10. 《木石》 五所平之助

外国電影十佳
1. 《奧林匹亞第一部》 莱尼·里芬斯塔尔
2. 《驛馬車》 約翰·福特
3. 《迈克尔計畫（英语：Unternehmen Michael）》 卡爾·里特爾（英语：Karl Ritter (director)）
4. 《天使之翼（英语：Only Angels Have Wings）》 霍華·霍克斯
5. 《奧林匹亞第二部》 莱尼·里芬斯塔尔
6. 《史坦利和李文斯頓（英语：Stanley and Livingstone）》 亨利·金（英语：Henry King (director)）
7. 《鴛鴦舞聖（英语：The Story of Vernon and Irene Castle）》 H·C·波特（英语：H. C. Potter）
8. 《金童（英语：Golden Boy (1939 film)）》 鲁宾·马莫利安
9. 《有翅膀的男人（英语：Men with Wings）》 威廉·惠曼（英语：William A. Wellman）
10. 《幽靈馬車（英语：The Phantom Carriage (1939 film)）》 朱利安·迪維維耶（英语：Julien Duvivier）

### 1939（第16回）
日本電影十佳
1. 《土》 内田吐梦
2. 《残菊物语》 沟口健二
3. 《土地与士兵》 田坂具隆
4. 《哥哥和他的妹妹》 岛津保次郎
5. 《上海陆战队》 熊谷久虎
6. 《童年的四季》 清水宏
7. 《暖流》 吉村公三郎
8. 《爆音》 田坂具隆
9. 《杂草中的花》 清水宏
10. 《海援隊》 辻吉郎

外国電影十佳
1. 《望鄉（英语：Pépé le Moko）》 朱利安·迪維維耶（英语：Julien Duvivier）
2. 《監獄縱火犯（英语：Prison sans barreaux）》 雷歐尼德·莫葛伊（英语：Léonide Moguy）
3. 《法院劇院（英语：Court Theatre (film)）》 威利·福斯特（英语：Willi Forst）
4. 《浮生若夢》 法蘭克·卡普拉
5. 《死角（英语：Dead End (1937 film)）》 威廉·惠勒
6. 《假期（英语：Holiday (1938 film)）》 乔治·丘克
7. 《女孩艾琳（英语：The Girl Irene）》 萊恩霍德・施澤爾（英语：Reinhold Schünzel）
8. 《海蓮娜（英语：Hélène (film)）》 吉恩·班諾特-利維（英语：Jean Benoît-Lévy）
9. 《騙子的故事（英语：Confessions of a Cheat）》 薩沙·吉特里
10. 《如此偉大的愚蠢（英语：Such Great Foolishness）》 卡爾・弗勒利希（英语：Carl Froelich）

### 1938（第15回）
日本電影十佳
1. 《五个侦察兵》 田坂具隆
2. 《路傍的石頭》 田坂具隆
3. 《母与子》 涉谷实
4. 《上海》 龟井文夫
5. 《课堂作文》 山本嘉次郎
6. 《鶯》 丰田四郎
7. 《泣蟲小僧》 丰田四郎
8. 《阿部家族》 熊谷久虎
9. 《啊！故乡》 沟口健二
10. 《太陽之子》 阿部丰

外国電影十佳
1. 《舞會名冊（英语：Life Dances On）》 朱利安·迪維維耶（英语：Julien Duvivier）
2. 《丹鳳還陽（英语：One Hundred Men and a Girl）》 亨利·科斯特（英语：Henry Koster）
3. 《珍妮（英语：Jenny (1936 film)）》 马塞尔·卡尔内
4. 《摩登時代》 查理·卓別林
5. 《星海浮沉錄》 威廉·惠曼（英语：William A. Wellman）
6. 《四十位小母親（英语：Forty Little Mothers (1936 film)）》 雷歐尼德·莫葛伊（英语：Léonide Moguy）
7. 《亂世情鴛（英语：Knight Without Armour）》 雅克·費代爾
8. 《春闺风月》 李歐·麥卡瑞
9. 《富國銀行（英语：Wells Fargo (film)）》 弗蘭克·洛伊德
10. 《悲慘世界（英语：Les Misérables (1934 film)）》 雷蒙·伯納（英语：Raymond Bernard）

### 1937（第14回）
日本電影十佳
1. 《无止尽前行》 内田吐梦
2. 《蒼茫》 熊谷久虎
3. 《爱怨峡》 沟口健二
4. 《风中的孩子》 清水宏
5. 《裸町》 内田吐梦
6. 《年轻人》 丰田四郎
7. 《人情纸风船》 山中贞雄
8. 《淑女忘记了什么》 小津安二郎
9. 《大阪夏之陣》 衣笠贞之助
10. 《浅草的灯》 岛津保次郎

外国電影十佳
1. 《法蘭德斯狂歡節（英语：Carnival in Flanders (film)）》 雅克·費代爾
2. 《伍人行（英语：They Were Five）》 朱利安·迪維維耶（英语：Julien Duvivier）
3. 《下層社會（英语：The Lower Depths (1936 film)）》 让·雷诺阿
4. 《孔雀夫人（英语：Dodsworth (film)）》 威廉·惠勒
5. 《明日之歌（英语：Make Way for Tomorrow）》 李歐·麥卡瑞
6. 《婦女俱樂部（英语：Women's Club (1936 film)）》 雅克·德瓦爾（英语：Jacques Deval）
7. 《大地》 薛尼·富蘭克林（英语：Sidney Franklin (director)）
8. 《魔像（英语：Le Golem）》 朱利安·迪維維耶（英语：Julien Duvivier）
9. 《你只活一次（英语：You Only Live Once (1937 film)）》 弗里茨·朗
10. 《狂怒（英语：Fury (1936 film)）》 弗里茨·朗

### 1936（第13回）
日本電影十佳
1. 《祇园姊妹》 沟口健二
2. 《人生剧场·青春篇》 内田吐梦
3. 《浪華悲歌》 沟口健二
4. 《独生子》 小津安二郎
5. 《赤西蠣太》 伊丹万作
6. 《家族會議》 岛津保次郎
7. 《兄妹》 木村荘十二
8. 《彥六大笑起來》 木村莊十二
9. 《情熱詩人琢木》 熊谷久虎
10. 《秘境熱河》 芥川光蔵

外国電影十佳
1. 《米摩沙公寓（英语：Pension Mimosas）》 雅克·費代爾
2. 《幽靈西行（英语：The Ghost Goes West）》 雷内·克萊爾
3. 《富貴浮雲（英语：Mr. Deeds Goes to Town）》 法蘭克·卡普拉
4. 《白色处女地（英语：Maria Chapdelaine (1934 film)）》 朱利安·迪維維耶（英语：Julien Duvivier）
5. 《天涯海角（英语：La Bandera (film)）》 朱利安·迪維維耶（英语：Julien Duvivier）
6. 《罪與罰（英语：Crime and Punishment (1935 French film)）》 皮埃爾·舍納爾（英语：Pierre Chenal）
7. 《萬古流芳（英语：The Story of Louis Pasteur）》 威廉·迪亞特勒（英语：William Dieterle）
8. 《高與低（英语：High and Low (1933 film)）》 格奥尔格·威廉·帕布斯特
9. 《勇闖紅峽鎮（英语：Ruggles of Red Gap）》 李歐·麥卡瑞
10. 《唐璜艷史（英语：The Private Life of Don Juan）》 亚历山大·科达

### 1935（第12回）
日本電影十佳
1. 《愿妻如蔷薇》 成濑巳喜男
2. 《街的刺青者》 山中贞雄
3. 《琴与佐助 春琴抄》 岛津保次郎
4. 《出售的忠次》 伊丹万作
5. 《国定忠次》 山中贞雄
6. 《人生的行李》 五所平之助
7. 《如果我不扔掉這孩子》 斋藤寅次郎
8. 《谣言中的女孩》 成濑巳喜男
9. 《东京之宿》 小津安二郎
10. 《雪之丞变化》 衣笠贞之助

外国電影十佳
1. 《最后的亿万富豪（英语：The Last Billionaire）》 雷内·克萊爾
2. 《外籍兵團》 雅克·費代爾
3. 《羅斯柴爾德家族（英语：The House of Rothschild）》 阿爾弗雷德·L·沃克（英语：Alfred L. Werker）
4. 《未完成交響楽（英语：Gently My Songs Entreat）》 威利·福斯特（英语：Willi Forst）
5. 《革命叛徒（英语：The Informer (1935 film)）》 約翰·福特
6. 《穢新聞（英语：The Scoundrel (1935 film)）》 本·赫克特、查爾斯·麥克阿瑟（英语：Charles MacArthur）
7. 《風流寡婦（英语：The Merry Widow (1934 film)）》 恩斯特·劉別謙
8. 《告別華爾茲（英语：Farewell Waltz (film)）》 蓋佐·馮·博瓦里（英语：Géza von Bolváry）
9. 《亞蘭島之人（英语：Man of Aran）》 羅伯·佛萊厄提
10. 《法網情絲（英语：Crime Without Passion）》 本·赫克特、查爾斯·麥克阿瑟（英语：Charles MacArthur）

### 1934（第11回）
日本電影十佳
1. 《浮草物语》 小津安二郎
2. 《隔壁的八重》 岛津保次郎
3. 《以一切活着的人的名义》 五所平之助
4. 《武道大鑑》 伊丹万作
5. 《风流活人剑》 山中贞雄
6. 《北进日本》 武富海軍大佐 / 柴田海軍中佐
7. 《那个夜晚的女人》 岛津保次郎
8. 《一本刀進入土俵》 衣笠贞之助
9. 《霧笛》 村田实
10. 《雁太郎街道》 山中贞雄

外国電影十佳
1. 《不屈号商船（法语：Le Paquebot Tenacity）》 朱利安·迪維維耶（英语：Julien Duvivier）
2. 《會議漫舞（英语：Der Kongreß tanzt）》 艾瑞克·察瑞爾（英语：Erik Charell）
3. 《紅頭（英语：The Red Head (1932 film)）》 朱利安·迪維維耶（英语：Julien Duvivier）
4. 《南風（英语：The Stranger's Return）》 金·維多
5. 《一夜風流》 法蘭克·卡普拉
6. 《路边的野孩子（英语：Wild Boys of the Road）》 威廉·惠曼（英语：William A. Wellman）
7. 《唐吉訶德（英语：Don Quixote (1933 film)）》 格奧爾格·威廉·帕布斯特
8. 《往事如煙（英语：One Sunday Afternoon (1933 film)）》 史蒂芬·羅伯茲（英语：Stephen Roberts (director)）
9. 《愛情無計（英语：Design for Living (film)）》 恩斯特·劉別謙
10. 《城市之光》 查理·卓別林
《蟑螂之舞（英语：La Cucaracha (1934 film)）》 勞埃德·科里根（英语：Lloyd Corrigan）

### 1933（第10回）
日本電影十佳
1. 《心血来潮》 小津安二郎
2. 《白绢之瀑》 沟口健二
3. 《夜夜作梦》 成濑巳喜男
4. 《兩個燈籠》 衣笠贞之助
5. 《与君别》 成濑巳喜男
6. 《丹下左膳 第一篇》 伊藤大辅
7. 《盘岳的一生》 山中贞雄
8. 《鼠小僧次郎吉》 山中贞雄
9. 《恋之花的绽放·伊豆的舞女》 五所平之助
《堀田隼人》 伊藤大辅
《鲤名银平 雪之候鸟》 衣笠贞之助

外国電影十佳
1. 《穿制服的女孩》 列昂蒂內·薩岡（英语：Leontine Sagan）
2. 《巴士底之日（英语：Bastille Day (1933 film)）》 雷内·克萊爾
3. 《犯罪的都市》 刘易斯·迈尔斯通
4. 《糊塗交響曲（英语：Silly Symphony）》 華特迪士尼動畫工作室製作
5. 《公寓街景（英语：Street Scene (film)）》 金·維多
6. 《戰地春夢（英语：A Farewell to Arms (1932 film)）》 弗蘭克·鮑沙其
《天涯逃亡人》 茂文·李洛埃
7. 《情聖（英语：Cynara (1932 film)）》 金·維多
8. 《天堂裡的煩惱》 恩斯特·劉別謙
《大饭店》 埃德蒙·古爾丁（英语：Edmund Goulding）
《夢中的嘴唇（英语：Dreaming Lips (1932 film)）》 保羅·辛納（英语：Paul Czinner）
《埃姆登號戰艦（英语：Cruiser Emden）》 路易斯·拉爾夫（英语：Louis Ralph）

### 1932（第9回）
日本電影十佳
1. 《我出生了，但……》 小津安二郎
2. 《暴风雨中的处女》 岛津保次郎
3. 《忠臣藏》 衣笠贞之助
4. 《侠盗治郎吉》 伊藤大辅
5. 《弥太郎笠》 稻垣浩
6. 《国士无双》 伊丹万作
《侵蝕春天》 成濑巳喜男
7. 《白夜的饗宴》 牧野正博
 《春天和少女》 田坂具隆
 《抱剑而眠》 山中贞雄
《上陸第一歩》 岛津保次郎

外国電影十佳
1. 《自由萬歲（英语：À Nous la Liberté）》 雷内·克萊爾
2. 《人生案內（英语：Road to Life (1931 film)）》 尼古拉·埃克（英语：Nikolai Ekk）
3. 《三文钱的歌剧》 格奥尔格·威廉·帕布斯特
4. 《同志之谊（英语：Kameradschaft）》 格奥尔格·威廉·帕布斯特
5. 《公主艷史（英语：Love Me Tonight）》 魯賓·馬莫利安
《拳師父子（英语：The Champ (1931 film)）》 金·維多
6. 《分裂的房子（英语：A House Divided (1931 film)）》 威廉·惠勒
《淑女紳士（英语：Lady and Gent）》 斯蒂芬·羅伯茲（英语：Stephen Roberts (director)）
7. 《破碎的搖籃曲（英语：Broken Lullaby）》 恩斯特·劉別謙
8. 《春晖苦雨（英语：So Big (1932 film)）》 威廉·惠曼（英语：William A. Wellman）
《化身博士》 魯賓·馬莫利安

### 1931（第8回）
日本電影十佳
1. 《夫人与老婆》 五所平之助
2. 《心之日月 烈日篇 月光篇》 田坂具隆
3. 《东京合唱》 小津安二郎
4. 《一本刀進入土俵》 稻垣浩
5. 《舶来文明街》 冬岛泰三
6. 《复仇选手》 内田吐梦
7. 《什麼殺了她？》 铃木重吉
8. 《監獄新娘》 沖博文
9. 《続大岡政談 魔像解決篇》 伊藤大辅
10. 《生活线ABC》 岛津保次郎

外国電影十佳
1. 《摩洛哥》 约瑟夫·冯·斯坦伯格
2. 《在巴黎的屋頂下（英语：Under the Roofs of Paris）》 雷内·克萊爾
3. 《城市之街》 魯賓·馬莫利安
4. 《百萬法郎（英语：Le Million）》 雷内·克萊爾
5. 《羞辱（英语：Dishonored (film)）》 威廉·A·惠曼（英语：William A. Wellman）
6. 《總路線（英语：The General Line）》 謝爾蓋·艾森斯坦
7. 《斯文加利（英语：Svengali (1931 film)）》 阿奇·梅奧（英语：Archie Mayo）
8. 《最後一連（英语：The Last Company）》 柯蒂斯·伯恩哈特（英语：Curtis Bernhardt）
9. 《駙馬艷史（英语：The Smiling Lieutenant）》 恩斯特·劉別謙
10. 《美國悲劇（英语：An American Tragedy (film)）》 约瑟夫·冯·斯坦伯格

### 1930（第7回）
本屆改以不同獎項頒授
日本现代电影
1. 《什么使她沦落至此》 铃木重吉
2. 《年轻人为何还是哭泣》 牛原虚彦
《大小姐》 小津安二郎

日本古装电影
1. 《続大岡政談 魔像篇第一》 伊藤大辅
2. 《旋風時代》 志波西果
3. 《素浪人忠彌》 伊藤大辅

外国有聲電影
1. 《西線無戰事》  刘易斯·迈尔斯通
2. 《璇宮艷史（英语：The Love Parade）》  恩斯特·劉別謙

外国默片電影
1. 《柏油路（英语：Asphalt (1929 film)）》  喬·梅伊（英语：Joe May）
2. 《成吉思汗的後代》  弗謝沃羅德·普多夫金
3. 《歸鄉（英语：Homecoming (1928 film)）》  喬·梅伊（英语：Joe May）

### 1929（第6回）
日本電影十佳
1. 《斩首地》 牧野正博
2. 《灰燼》 村田实
3. 《浪人街 第三話》 牧野正博
4. 《活的玩偶》 内田吐梦
5. 《摩天楼 争闘篇》 村田实
6. 《斬人斬馬剣》 伊藤大辅
7. 《パイプの三吉》 滝沢英輔
8. 《無理矢理三千石》 松田定次
9. 《大都会 劳动篇》 牛原虚彦
10. 《都会交响曲》 沟口健二

外国電影十佳
1. 《紐約碼頭（英语：The Docks of New York）》 约瑟夫·冯·斯坦伯格
2. 《四恶魔（英语：4 Devils）》 F·W·穆瑙
3. 《乞丐生活（英语：Beggars of Life）》 威廉·A·惠曼（英语：William A. Wellman）
4. 《大都會》 弗里茨·朗
5. 《活屍（英语：The Living Corpse (1929 film)）》 費多爾·奧澤普（英语：Fedor Ozep）
6. 《四片羽毛（英语：The Four Feathers (1929 film)）》 梅里安·C·庫珀（英语：Merian C. Cooper）、洛塔爾·曼德斯（英语：Lothar Mendes）、歐內斯特·B·舍德薩克（英语：Ernest B. Schoedsack）
7. 《聖女貞德受難記》 卡爾·西奧多·德萊葉
8. 《萊娜史密斯（英语：The Case of Lena Smith）》 约瑟夫·冯·斯坦伯格
9. 《學生王子（英语：The Student Prince in Old Heidelberg）》 恩斯特·劉別謙
10. 《孤獨（英语：Lonesome (1928 film)）》 帕爾·費霍斯（英语：Paul Fejos）

### 1928（第5回）
日本電影十佳
1. 《浪人街 第一話》 牧野正博
2. 《陸の王者》 牛原虚彦
3. 《新版大岡政談 第三篇 解決篇》 伊藤大辅
4. 《崇禅寺馬場》 牧野正博
5. 《他和东京》 牛原虚彦
6. 《乡村的新娘》 五所平之助
7. 《斗鸡》 牧野正博
8. 《结婚二重奏 前后篇》 田坂具隆
9. 《平手造酒》 志波西果
10. 《十字路》 衣笠贞之助

外国電影十佳
1. 《日出》 F·W·穆瑙
2. 《風塵怪俠》 约瑟夫·冯·斯坦伯格
3. 《大馬戲團》 查理·卓別林
4. 《賓漢：基督的故事（英语：Ben-Hur: A Tale of the Christ (1925 film)）》 佛瑞德·尼布洛（英语：Fred Niblo）
5. 《鐵翼雄風》 威廉·A·惠曼（英语：William A. Wellman）
6. 《马路天使》 弗蘭克·鮑沙其
7. 《拉客者（英语：The Barker）》 喬治·菲茨莫里斯（英语：George Fitzmaurice）
8. 《湯姆叔叔的小屋（英语：Uncle Tom's Cabin (1927 film)）》 哈里·A·波拉德（英语：Harry A. Pollard）
9. 《婚禮進行曲（英语：The Wedding March (1928 film)）》 艾利·馮·史托洛海姆
10. 《红磨坊（英语：Moulin Rouge (1928 film)）》 埃瓦爾德·安德烈·都彭（英语：E. A. Dupont）

### 1927（第4回）
日本電影十佳
1. 《忠次旅日記第2部「信州血笑篇」》 伊藤大辅
2. 《守護他的五位女人》 阿部丰
3. 《建国史 尊王攘夷》 池田富保
4. 《忠次旅日記 第3部「御用篇」》 伊藤大辅
5. 《海之勇者》 岛津保次郎
6. 《卡拉庫里女孩》 五所平之助
7. 《慈悲心鸟》 沟口健二
8. 《悪魔星之下》 二川文太郎
9. 《僕人》 伊藤大辅
10. 《道中悲記》 井上金太郎

外国電影十佳
1. 《七重天》 弗蘭克·鮑沙其
2. 《雜耍班（英语：Variety (1925 film)）》 埃瓦爾德·安德烈·都彭（英语：E. A. Dupont）
3. 《戰地之花（英语：The Big Parade）》 金·維多
4. 《難兄難弟（英语：Beau Geste (1926 film)）》 赫伯特·布倫農（英语：Herbert Brenon）
5. 《肉體之道（英语：The Way of All Flesh (1927 film)）》 维克托·弗莱明
6. 《帝國飯店（英语：Hotel Imperial (1927 film)）》 毛里茨·斯蒂勒
7. 《象：一部荒野戏剧（英语：Chang: A Drama of the Wilderness）》 梅里安·C·庫珀（英语：Merian C. Cooper）、歐內斯特·B·舍德薩克（英语：Ernest B. Schoedsack）
8. 《茶花女（英语：Camille (1926 feature film)）》 佛瑞德·尼布洛（英语：Fred Niblo）
9. 《卡門之戀（英语：The Loves of Carmen (1927 film)）》 拉烏爾·沃爾什（英语：Raoul Walsh）
10. 《唐璜（英语：Don Juan (1926 film)）》 艾倫· 克羅斯蘭（英语：Alan Crosland）

### 1926（第3回）
日本電影十佳
1. 《碰脚的女人》 阿部丰
2. 《日轮》 村田实
3. 《陆地上的人鱼》 阿部丰
4. 《疯狂的一页》 衣笠贞之助
5. 《卡拉按鈕》 野村芳亭
6. 《受难华》 牛原虚彦
7. 《纸人在春天的私语》 沟口健二
8. 《転落》 井上金太郎
9. 《水户黄门》 池田富保
10. 《蜘蛛》 恶丽之助

外国電影十佳
1. 《淘金记》 查理·卓别林
2. 《最後一笑（英语：The Last Laugh (1924 film)）》 F·W·穆瑙
3. 《慈母心（英语：Stella Dallas (1925 film)）》 亨利·金（英语：Henry King (director)）
4. 《海中野獸（英语：The Sea Beast (1926 film)）》 米勒德·韋伯（英语：Millard Webb）
5. 《铁路的白蔷薇（英语：La Roue）》 阿貝爾·岡斯
6. 《黑色天使（英语：The Dark Angel (1925 film)）》 喬治·菲茨莫里斯（英语：George Fitzmaurice）
7. 《黑海盗（英语：The Black Pirate）》 阿爾伯特·帕克（英语：Albert Parker (director)）
8. 《酋长的儿子》 喬治·菲茨莫里斯（英语：George Fitzmaurice）
9. 《大學新生（英语：The Freshman (1925 film)）》 弗雷德·C·紐梅爾（英语：Fred C. Newmeyer）、山姆·泰勒（英语：Sam Taylor (director)）
10. 《消失的美國人（英语：The Vanishing American）》 喬治·B·塞茨（英语：George B. Seitz）

## 另見
- 每日電影獎
- 橫濱電影節
- 藍絲帶獎
- 日刊體育電影大獎
- 東京國際電影節
- 日本電影影評人大獎
- 日本電影學院獎
- 山路文子電影獎
- 大阪電影節

## 外部連結
- 電影旬報社 （页面存档备份，存于）（日語）
- 電影旬報歷年十佳資料庫 （日語）
- 電影旬報的X（前Twitter）（日語）
- 電影旬報的Facebook專頁（日語）

#invoke: Navbox
Template:Navbox
Template:電影旬報十佳獎最佳女主角
Template:電影旬報十佳獎最佳男配角
Template:電影旬報十佳獎最佳女配角
Template:電影旬報十佳獎最佳新進男演員
Template:電影旬報十佳獎最佳新進女演員
Template:電影旬報十佳獎最佳外語片